# Зустрічі у форматі «Рамштайн»
Зу́стрічі у форма́ті «Рамштайн» (англ. Ramstein Meetings) — серія дипломатичних зустрічей міністрів оборони кількох десятків країн світу, що відбулися для синхронізації та прискорення надання військової зброї Україні для протистояння російському повномасштабному вторгненню та обговорення питань підтримання України після закінчення війни.
Зустрічі отримали назву за місце проведення першої — базі Повітряних сил США «Рамштайн» у німецькому місті Рамштайн-Мізенбах, що у федеральній землі Рейнланд-Пфальц. Надалі зустрічі відбувалися в різних форматах (наприклад, онлайн) та в різних місцях (зокрема третя та шоста зустрічі були проведені в Брюсселі), але отримували неофіційні назви «Рамштайн-2», «Рамштайн-3» тощо в рамках «Контактної групи з питань оборони України» (англ. Ukraine Defense Contact Group (UDCG)).
У квітні 2024 року Міністерство оборони повідомило про створення формату «Рамштайн 2.0», що переходить від індивідуальних рішень до коаліційного формату з допомогою Офісу підтримки коаліцій.

## Перша зустріч

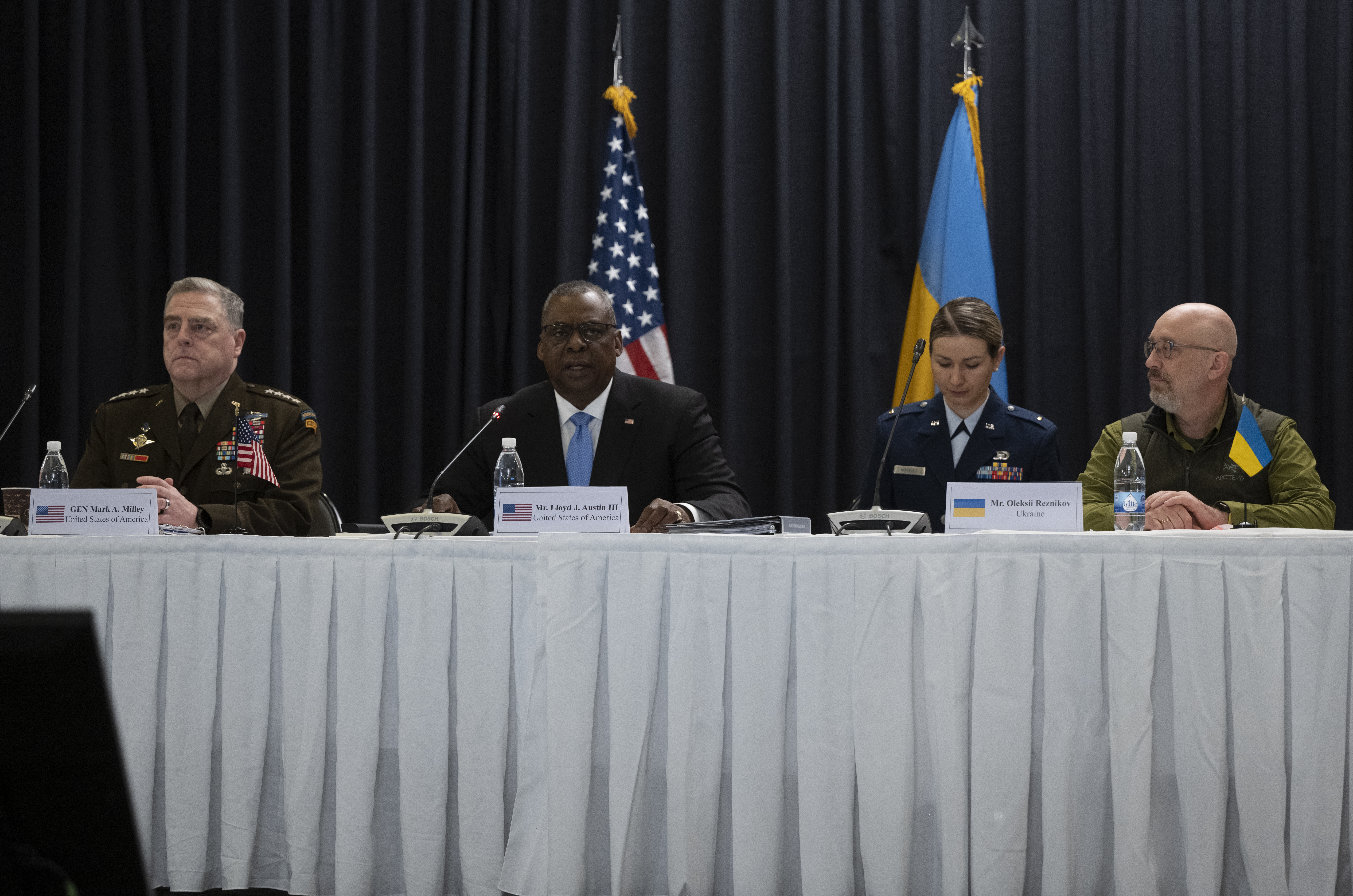
Голова Об'єднаного комітету начальників штабів США Марк Міллі, секретар оборони США Ллойд Остін і міністр оборони України Олексій Резніков. 26 квітня 2022 року

22 квітня 2022 року голова «Пентагону», Секретар оборони США, Ллойд Остін запросив представників 40 держав-союзників зустрітися в Німеччині, щоб обговорити довгострокові потреби України у сфері безпеки під час повномасштабного вторгнення Російської Федерації в Україну. Речник Департаменту оборони США, Джон Кірбі заявив, що міністри оборони та старші генерали членів НАТО й не членів НАТО прийняли запрошення на зустріч у вівторок, 26 квітня, на контрольованій США авіабазі «Рамштайн» у Німеччині. Він назвав зустріч «консультацією», яка розглядає питання: «як партнери України можуть сприяти зміцненню її військової сили після закінчення війни?». Це включає каталогізацію промислового потенціалу партнерів, щоби побачити, як їхні виробники зброї можуть і далі допомагати Україні. Кірбі наголосив, що зустріч не проходила під егідою НАТО, однак держави-члени Альянсу були представлені на ній у повному складу.
Українську делегацію очолив Міністр оборони України Олексій Резніков, який за столом переговорів зайняв місце поруч із головуючим, Ллойдом Остіном. Перемовини тривали сім годин. Після закінчення зустрічі Остін заявив, що НАТО та союзники намагатимуться допомогти Україні з найнеобхіднішим якомога швидше. За словами прессекретаря Білого дому Джен Псакі під час зустрічі понад 30 країн зголосилися виділити більш за 5 мільярдів доларів США.
Сторони також домовилися про організацію нової «Контактної групи з питань оборони України» , яка зустрічатиметься щомісяця — онлайн чи наживо. Метою зустрічей буде координація нагальної допомоги Україні.

## 2022 рік

### Рамштайн 2 (23 травня 2022 року, онлайн)
21 травня офіційний представник Департаменту оборони США, Джон Кірбі, заявив, що 23 травня, за ініціативи очільника Пентагону, Ллойда Остіна, представники понад 40 країн світу візьмуть участь у другому засіданні контактної групи з оборони України — так званій «Рамштайн-2» в онлайн-форматі. Перед тим відбулася ще й телефонна розмова міністрів Резнікова й Остіна. Під час проведення зустрічі до групи вперше приєдналися міністри з Австрії, Боснії й Герцеговини, Ірландії, Колумбії та частково визнаної Республіки Косово. Олексій Резніков після зустрічі назвав її «справжньою коаліцією вільного світу на підтримку України» й зауважив, що серед континентів не представлена тільки Антарктида. У питаннях озброєння ним було підкреслено прогрес у постачанні артилерії 155-мм калібру, посилення берегової оборони тощо.

### Рамштайн 3 (15 червня 2022 року, Брюссель)
15 червня у Брюсселі було заплановано провести третю зустріч у форматі «Рамштайн». Вона відбулася у штаб-квартирі НАТО під час вуличних боїв за Сєвєродонецьк під час великої «битви за Донбас». Загалом у бельгійській столиці зібралися міністри оборони приблизно 50 країн, а також представники НАТО та Європейського Союзу. Також під час третьої зустрічі до групи приєдналися міністри з Еквадору (Луїс Лара Харамільо), Молдови (Анатолій Носатий) і Грузії (Джуаншер Бурчуладзе).
Результатом цієї зустрічі стало постачання далекобійних реактивних систем залпового вогню (РСЗВ) M270 та їхнього полегшеного варіанту M142 HIMARS, а також іншого озброєння, що вже надавалося після попередніх зустрічей: Harpoon, артилерія, гелікоптери тощо. За заявою українського міністра, до поставок, пов'язаних із «Рамштайн-3» долучилися США, Словаччина, Канада, Польща, Нідерланди та Німеччина.

### Рамштайн 4 (20 липня 2022 року, онлайн)
Про четверту зустріч Контактної групи з питань оборони України, стало відомо зі звіту про телефонну розмову міністрів оборони Ллойда Остіна й Олексія Резнікова. Напередодні розмови, 8 липня, США оголосили про новий пакет допомоги Україні в розмірі $400 млн, у рамках якого планувалося передати 1000 високоточних боєприпасів для 155-мм артилерії. Зустріч була запланована на 20 липня у віртуальному режимі. За результатами проведеної зустрічі Остін повідомив, що низка країн, крім передачі озброєнь, забезпечує навчання й тренування українських військових для роботи з ними. Деякі країни відновлюють українську техніку, а хтось постачає запчастини та інші бойові засоби. Резніков, зі своєї сторони, повідомив, що «позитивним сигналом зустрічі є нові зобов'язання партнерів, які стосуються і суші, і моря, і неба», однак не уточнював деталі.
Станом на липень 30 з 50 країн-учасниць «Рамштайну» постачали летальну зброю в Україну. А з країни ЄС, за словами міністра закордонних справ України, Дмитра Кулеби, це не робили лише Австрія (через нейтральний статус) та Угорщина.

### Рамштайн 5 (8 вересня 2022 року, База ПС США «Рамштайн»)
8 вересня відбулася п'ята зустріч країн-союзниць, які допомагають Україні у війні з Росією. Зустріч відкрив голова Міністерства оборони США Ллойд Остін. У промові він підсумовував, чим союзники допомагають Україні від першої такої зустрічі у квітні.

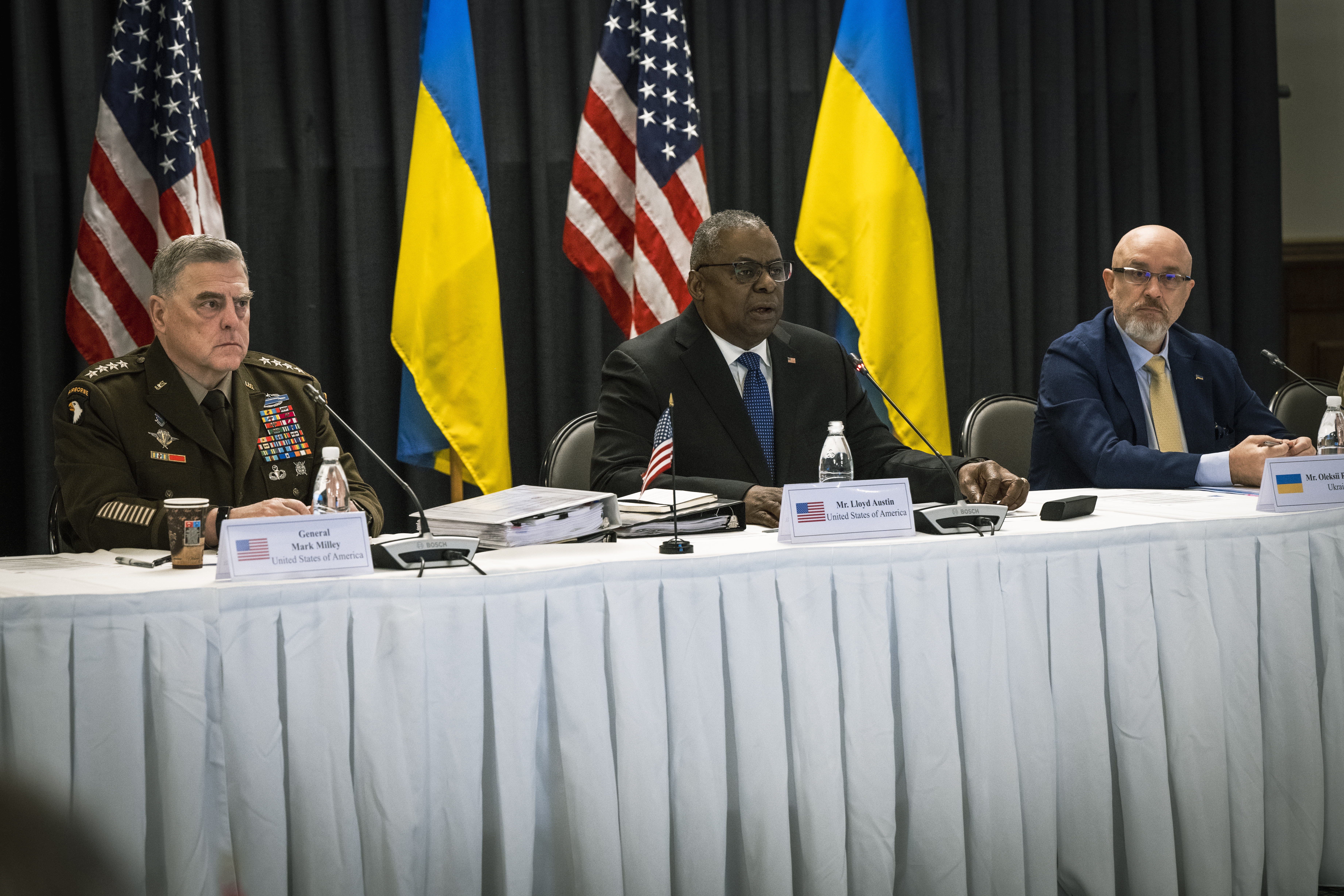
Міллі, Остін і Резніков під час «Рамштайн-6». 8 вересня 2022 року

Міністр оборони Олексій Резніков повідомив, що під час зустрічі було закріплено курс на довгострокову підтримку України. Зокрема серед пріоритетів визначено розвиток трирівневої системи ППО/ПРО та активізація навчань українських військових. Він зазначив, що зростання масштабів допомоги, а також успішні дії сил оборони України істотно вплинули на пріоритети: «поряд із нарощуванням обсягів постачання зброї постає питання її ремонту та обслуговування. Це запчастини, ремонтна база, фахівці». «А це передбачає корекцію стратегії. Я звернув увагу присутніх, що ключовими словами цього разу стали підтримка, довгостроковість і тренування» — зазначив О. Резніков.
Під час зустрічі США оголосили про стратегію довготривалої підтримки та новий пакет безпекової допомоги, НАТО — про надання зимового спорядження, Німеччина та Нідерланди повідомили про організацію навчання з розмінування для українських військових, а Норвегія — про передачу ракет AGM-114 Hellfire.

### Рамштайн 6 (12 жовтня 2022 року, Брюссель)
12 жовтня в Брюсселі відбулася шоста зустріч. Їй передував масований ракетний обстріл України 10 жовтня. За підсумками глава Департаменту оборони США заявив, що Сполучені Штати нададуть Україні системи ППО настільки швидко, наскільки це можливо. Міністерство оборони Німеччини пообіцяло Україні самохідні артилерійські установки PzH 2000 та реактивні системи залпового вогню MARS II (тобто європейську модифікацію РСЗВ M270). Нідерланди заявили, що уряд країни надасть Києву ракети для систем протиповітряної оборони на суму $15 млн. Крім того, про додатковий пакет допомоги на суму $47 млн оголосила Канада: до нього увійшли артилерійські снаряди, зимові форма та обладнання, камери для дронів та обладнання для супутникового зв'язку.

### Рамштайн 7 (16 листопада 2022 року, онлайн)
Міністр оборони Олексій Резніков заявив, що пріоритетом для України на засіданні залишається захист українського неба. Міністр оборони США Ллойд Остін наголосив на важливості збільшення постачання Україні сучасних засобів ППО. Про це ж зазначив генеральний секретар НАТО Єнс Столтенберґ. Нещодавно поставлені системи NASAMS, як сказав Остін, показали високу ефективність захисту від російських ракет.
Остін повідомив, що принаймні шість країн оголосили про подальшу військову допомогу Україні:
- Швеція оголосила про пакет військової допомоги, до якого входять, зокрема, системи протиповітряної оборони[25];
- Іспанія пообіцяла надіслати ще дві пускові установки Hawk та ракети до них[26];
- Канада оголосила про транш допомоги та залишається одним із найбільших постачальників зимового спорядження;
- Німеччина продовжила постачання засобів ППО, артилерії та боєприпасів для РСЗВ;
- Греція оголосила про передання артилерійських снарядів калібру 155 міліметрів;
- Польща зобов'язалася поставити додаткове артилерійське і протитанкове озброєння, а також засоби протиповітряної оборони малої дальності.

## 2023 рік

### Рамштайн 8 (20 січня 2023 року, База ПС США «Рамштайн»)
Під час телемарафону «Єдині новини» голова українського міністерства оборони Резніков заявив, що восьма зустріч у форматі «Рамштайн» перенесена на січень 2023 року. Він пов'язав це з новорічними святами, але запевнив, що переговори у двосторонньому форматі продовжуються з усіма партнерами України. 
Урешті-решт засідання Контактної групи з питань оборони України відбулося 20 січня на авіабазі «Рамштайн».
Зустріч відбулася на фоні падіння гелікоптера у Броварах, у якій загинув міністр внутрішніх справ України Денис Монастирський, і ракетного удару Росії по житловому будинку в Дніпрі. Остін повідомив, що для захисту повітряного простору України Німеччина, США та Нідерланди запланували надати зенітно-ракетні комплекси Patriot, а Канада — ракети NASAMS та боєприпаси. 
Окрім того, Марк Міллі повідомив, що президент США підписав 30-й пакет матеріально-технічної допомоги на $2,5 млрд, а Німеччина зі свого боку готова надати €1 млрд (загалом було надано приблизно €3,3 млрд). Німецькі гроші мають, зокрема, стосуватися також і протиповітряної оборони.

Однією з центральних тем зустрічі була можливість передачі Україні сучасних танків (або американських M1 Abrams або німецьких Leopard 2). Голова Пентагону заявив, що в нього немає ніяких заяв з приводу поставки танків Abrams: 
«Думаю, ви чули заяву міністра оборони Німеччини про те, що не було ухвалене рішення про надання танків Leopard. Ми зосередилися на тому, щоб переконати, що Україна має спроможності, необхідні для успіху прямо зараз. Ми маємо це вікно можливостей між теперішнім часом та весною, коли вони можуть почати свій контрнаступ. Ми змогли зібрати надзвичайну бойову потужність і ці пакети включають також і танки. Польща продовжує пропонувати надати танки. Також інші країни надають бойові машини». 
Справді, за підсумками зустрічі було прийнято рішення передати Україні бронетехніку, артилерію та тисячі снарядів.

### Рамштайн 9 (14 лютого 2023 року, Брюссель)

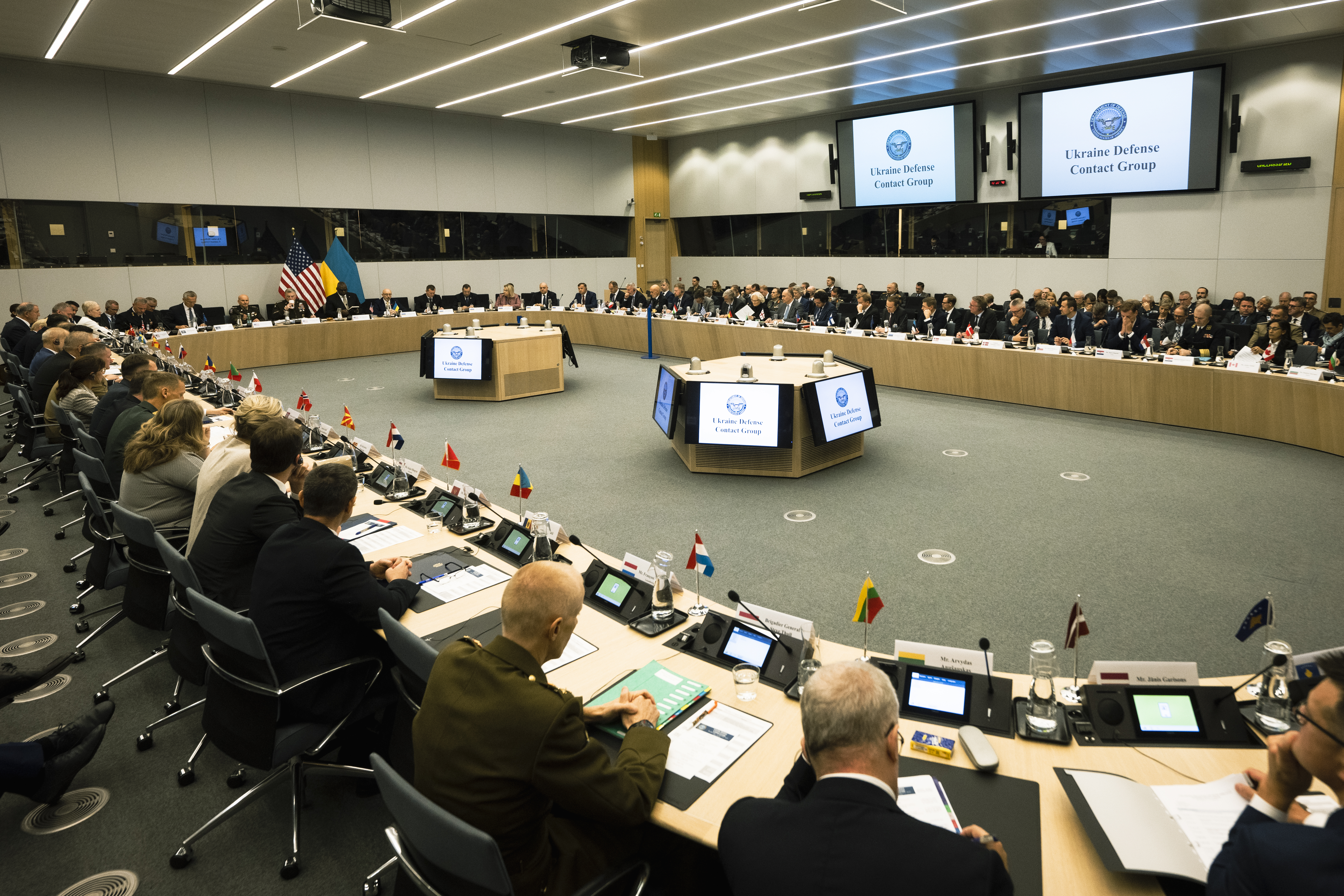
Зустріч у штаб-квартирi НАТО в Брюсселi

На відкритті контактної групи Глава Міністерства оборони США Ллойд Остін розповів, що:
«США, Німеччина та Нідерланди працюють над наданням Україні системи ППО Patriot, Франція та Італія — над наданням системи ППО Samp-t, і консорціум країн, до якого входять Німеччина, Канада, Польща, Португалія, Іспанія, Норвегія, Данія та Нідерланди працюють над наданням танків Leopard».
Західні партнери підтвердили продовження навчання українських військових та, окрім того, на зустрічі йшлось про звітування України щодо отриманої зброї.
Генеральний секретар НАТО Єнс Столтенберг повідомив, що пріоритет зустрічі — передача важкого озброєння, яке партнери погодили раніше. Він також зазначив, що йтиметься не тільки про боєприпаси, а й про пришвидшення темпів роботи оборонпрому та збільшення запасів країн НАТО. Окрім того, він анонсував обговорення інвестицій в оборону країн НАТО, у тому числі й у захист критичної інфраструктури.
Після проведення зустрічі Глава держави розповів, що партнери пообіцяли передати Україні більше ППО, танків, артилерії, снарядів, а також зобов'язалися розширити навчання українських військових.

### Рамштайн 10 (15 березня 2023 року, онлайн)
Глава міністерства оборони США Ллойд Остін заявив, що коаліція країн-учасниць формату «Рамштайн» і далі підтримуватиме Україну, надаючи танки, бронетехніку, БМП та тренуючи українських військових. Він оголосив, що Швеція надасть Україні танки Leopard і компоненти ППО, Норвегія співпрацює із США для передачі Україні двох систем ППО NASAMS, Нідерланди ініціюють нові контракти для забезпечити надходження зброї в Україну, а Словенія оголосила про внесок для задоволення кілька пріоритетних потреб України, включно з бронетехнікою. Ллойд Остін вкотре наголосив, що міжнародна коаліція допомагатиме Україні танками, БМП та іншою бронетехнікою, проведенням навчань для українських військових на нових зразках озброєнь.
Міністерка національної оборони Канади Аніта Ананд оголосила про новий пакет військової допомоги Україні (зокрема, артилерійські снаряди та зенітні ракети). Крім того, Канада розпочала передачу додаткових танків Leopard 2.
Президент України Володимир Зеленський у вечірньому відеозверненні подякував США, які координують формат «Рамштайн», та всім країнам-партнерам України «за незмінну готовність допомагати».

### Рамштайн 11 (21 квітня 2023 року, База ПС США «Рамштайн»)
21 квітня 2023 року в Німеччині відбулося 11-те засідання Контактної групи з питань оборони України в рамках формату Рамштайн. На цій зустрічі як зазвичай зібралися представники оборонних відомств понад 50 країн світу. Україну традиційно представляв міністр оборони Олексій Рєзніков.
Ллойд Остін сказав, що США анонсували новий військовий пакет допомоги в розмірі 325 млн доларів.
Олексій Резніков після переговорів зі Столтенбергом повідомив, що Україна отримала «зелене світло» для тісної співпраці з Агентством НАТО із закупівель.
Олексій Резніков під час зустрічі з міністром оборони Німеччини Борисом Пісторіусом та міністром оборони Польщі Маріушем Блащаком підписав договір про створення в Польщі Центру з технічного обслуговування та ремонту основних бойових танків України Leopard 2.
Міністр оборони Канади Аніта Ананд на засіданні оголосила про новий пакет військової допомоги для України. Йдеться про вкладення Канадою 29 млн доларів у Трастовий фонд Комплексного пакету допомоги Україні. Також країна передасть ЗСУ 40 снайперських 50-калібрових гвинтівок та боєприпасів від Prairie Gun Works, 16 радіостанцій для супроводу танків Leopard 2 від компанії L3Harris Technologies.

### Рамштайн 12 (25 травня 2023 року, онлайн)
25 травня 2023 року відбулася зустріч міністрів оборони країн-партнерів України. На зустрічі Рамштайн-12 щодо оборони України обговорили пошук додаткових систем ППО для Києва, навчання українських пілотів на винищувачах General Dynamics F-16 Fighting Falcon і створення нового центру обслуговування танків Leopard. Країни-учасниці Рамштайну станом на травень 2023 року виділили Києву воєнної допомоги на $65 млрд. Марк Міллі зазначив, що десятки винищувачів F-16 коштують надзвичайно дорого, мільярди доларів, тому надавати Києву додаткові системи ППО поки вийде дешевше та швидше.
За словами міністра оборони США Ллойда Остіна, тим не менш, на зустрічі Рамштайн-12 погодили навчання українських пілотів на винищувачах 4 покоління, включно з General Dynamics F-16 Fighting Falcon. Їх розпочнуть у червні Данія та Нідерланди. Крім того, ще раніше навчання 20 українських пілотів обіцяла почати Велика Британія. Остін зазначив, що найближчими тижнями Данія та Нідерланди у співпраці з США розроблять навчальну базу. Список країн, які запропонували навчати українських пілотів, виріс до семи:
- Велика Британія;
- Данія;
- Норвегія;
- Нідерланди;
- Бельгія;
- Португалія;
- Польща.

Крім питання винищувачів F-16 для України, на зустрічі також домовилися знайти більше систем ППО. Додаткові системи протиповітряної оборони країни НАТО шукатимуть у своїх запасах. Крім того, США працюватимуть із військовими приватними компаніями щодо створення систем NASAMS, які можна буде передати Києву. Україна також не збирається сидіти й чекати, поки їй подарують додаткові системи ППО: Київ домовився купити американську ЗРК NASAMS (орієнтовна вартість системи — $285 млн). Держдепартамент США погодив таку покупку для України, а Міноборони США вже надало необхідну сертифікацію.

### Рамштайн 13 (15 червня 2023 року, Брюссель)
15-16 червня відбулося засідання міністрів оборони країн НАТО. Воно розпочалось з Комісії Україна — НАТО за участю міністра оборони Олексія Резнікова, якій передувала зустріч у форматі «Рамштайн». Глава міністерства оборони США Ллойд Остін заявив, що керівники Європейського командування Збройних сил США розповіли про плани майбутніх тренувань українських військових та «зусилля для підтримки озброєння, яке ми вже передали», а коаліція країн-учасниць формату «Рамштайн» погодила нову військову допомогу. Також він зауважив, що учасники контактної групи сфокусувалися на нагальній потребі України — наземних системах ППО.
Про постачання озброєння та іншу безпекову допомогу публічно оголосили Канада, США, Велика Британія, Данія, Італія, Норвегія, Німеччина, Швеція, Іспанія, Данія та Нідерланди (зокрема, йдеться про системи ППО, ракети, танки, броньовані машини, розвідувальні та ударні безпілотники, боєприпаси, обслуговування техніки та тренування військових).
Під час засідання міністри оборони Естонії та Люксембургу підтримали ідею створення «ІТ-коаліції» та «готові взяти на себе лідерську роль у створенні цієї групи», повідомив очільник Міністерства оборони Олексій Резніков.
Під час засідання міністрів оборони НАТО президенти 9 країн Центральної та Східної Європи офіційно підтримали членство України в НАТО. Серед них — лідери Чехії, Естонії, Латвії, Литви, Північної Македонії, Чорногорії, Польщі, Румунії і Словаччини. Також про підтримку вступу України до Альянсу заявила Канада. У Білому домі вважають, що вступ України в НАТО «не на часі». За підсумками зустрічі у форматі Рамштайн Україна уклала декларацію зі Словаччиною та Чехією про закупівлю та обслуговування БМП CV90.
Також очільник оборонного відомства повідомив про нові можливості для ремонту танків Leopard, збільшення постачання й виготовлення снарядів для артилерії, навчання пілотів на General Dynamics F-16 Fighting Falcon.

### Рамштайн 14 (18 липня 2023 року, онлайн)
18 липня відбулося засідання міністрів оборони країн НАТО та запрошених гостів в онлайн режимі. Міністр оборони США Ллойд Остін, відкриваючи засідання, заявив, що союзники не зупиняться, доки Україна не отримає необхідне їй озброєння та боєприпаси.
Бельгія, Нідерланди та Люксембург найближчим часом планують передати Україні бронетранспортери М113, які необхідні для контрнаступу. Точна кількість машин не розголошується.
Українські пілоти розпочнуть навчання на винищувачах F-16 у Данії в серпні. А до Румунії вони вирушать не раніше кінця 2024 року, повідомив Рей Піселлі, віцепрезидент з міжнародних зв'язків Lockheed Martin (компанія, яка виробляє винищувачі F-16). Американська компанія Draken International придбала приблизно 12 винищувачів ВПС Норвегії та вже розмістила вакансії про пошук пілотів-інструкторів F-16. Піселлі зазначив, що спочатку навчання складатиметься з проходження тестування та відбору українських кадрів, занять мовою, а потім теоретичної та практичної підготовки.

### Рамштайн 15 (19 вересня 2023 року, База ПС США «Рамштайн»)
Під час зустрічі на базі Рамштайн у Німеччині, яка відбулася 19 вересня, Україна, Естонія та Люксембург запустили ІТ-коаліцію (створення якої було анонсовано на 13-й зустрічі у форматі Рамштайн 15 червня 2023 року тодішнім міністром оборони України Олексієм Резніковим). Основним результатом ІТ-коаліції має стати створення єдиної цифрової екосистеми бойового управління та управління оборонними ресурсами для Сил безпеки й оборони України.
«Для Естонії це задоволення й честь мати можливість використати свої компетенції електронної держави для підтримки України» — сказав міністр оборони Ганно Певкур. Люксембург уже оголосив про перший внесок до ІТ-коаліції. Під час презентації ІТ-коаліції Декларацію про наміри також підписали Бельгія, Литва та Данія.
Уперше на зустрічі у форматі Рамштайн узяв участь новопризначений міністр оборони України Рустем Умєров. Він зазначив: «Домовились започаткувати ініціативу створення Capabilities Coalition (Коаліція спроможностей). Головна мета — підготовка Сил оборони України майбутнього». Для цього Міністерство оборони України визначило п'ять кластерів, які потребуватимуть першочергової уваги: протиповітряна оборона, артилерія, авіація, військово-морські сили й бронетехніка.

### Рамштайн 16 (11 жовтня 2023 року, Брюссель, штаб-квартира НАТО)
Президент України Володимир Зеленський уперше був присутній на засіданні «Рамштайну». Учасники зосередилися насамперед на протиповітряній обороні та боєприпасах для України, а також низці інших систем, у яких є нагальна потреба.
США візьмуть на себе роль лідера коаліції, яка допоможе Україні розвивати Повітряні сили. Данія та Нідерланди спільно з США планують очолювати цю коаліцію. Велика Британія оголосила про передачу Україні новітньої зенітної системи MSI-DS Terrahawk Paladin для боротьби з безпілотниками.
Україна виступила з ініціативою створити в рамках коаліції спроможностей (capability coalitions) коаліцію розвитку оборонної індустрії.
Відповідно до ухваленого на засіданні рішення, мінно-тральна група ВМС Болгарії та ВМС Румунії вийшла в море 16 жовтня й почала розчищати акваторію Чорного моря біля болгарського узбережжя на маршруті нового морського коридору України.

### Рамштайн 17 (22 листопада 2023 року, онлайн)
У зустрічі брали участь представники понад 50 держав. Міністр оборони США Ллойд Остін, який головував на засіданні, закликав партнерів підтримувати Україну й надалі, звернувши особливу увагу на підсилення ППО України.
На зустрічі сформовано нову коаліцію наземних засобів протиповітряної оборони (Ground-Based Air Defence) за лідерством Німеччини та Франції, до якої долучилися 20 країн. Напередодні за підсумками візиту міністра оборони Німеччини Бориса Пісторіуса в Україну оголошено про пакет допомоги, у який, зокрема, входять системи IRIS-T і Patriot. На засіданні було оголошено, що лідер ІТ-коаліції — Естонія — надає фінансування на діяльність цієї коаліції (на додаток до зобов'язань Люксембургу), а Британія та Норвегія в межах Морської коаліції шукатимуть способи посилити безпеку у Чорному морі.
Головнокомандувач ЗСУ Валерій Залужний, уперше беручи участь у засіданні формату «Рамштайн», детально поінформував партнерів щодо ситуації на полі бою. Міністр оборони України Рустем Умєров, підбиваючи підсумки засідання, зазначив, що багато країн оголосили про пакети військової допомоги, та повідомив про її основні публічні напрями.

## 2024 рік

### Рамштайн 18 (23 січня 2024 року, онлайн)
Міністр оборони США Ллойд Остін, який відкрив засідання, підкреслив, що Росія, атакуючи Україну ракетами та дронами, намагається деморалізувати українців і підірвати бойовий дух українських військових, а також запевнив, що міжнародна коаліція союзників і партнерів залишається відданою підтримці України в її боротьбі з агресією Росії та продовжить надавати зброю для ефективного ураження ворога. Він також подякував Естонії, Німеччині, Латвії, Литві, Нідерландам, Норвегії, Швеції та Великій Британії за пакети допомоги, які були поставлені Україні. Проте запропонував у довгостроковій перспективі продовжувати допомагати Україні у зміцненні та модернізації її Збройних сил. Л. Остін окремо підкреслив, що США під час моніторингу використання американської безпекової допомоги Україні «не побачили жодних надійних доказів» її нецільового використання або перенаправлення третім країнам.
Учасники чергового засідання обговорили питання збільшення поставок Україні далекобійної зброї та адаптацію західних ракет під наявні пускові й протиповітряні системи радянського зразка, що має зробити їх ефективнішими. Йдеться, зокрема, про зброю типу deep strike (глибокого ураження), здатної знищувати ворожі позиції за лінією фронту. Зобов'язання надавати зброю для подібних ударів партнери взяли на себе.
По-друге, союзники підтвердили готовність вирішувати проблеми України з дефіциту ракет для наявних систем ППО. Л. Остін наголосив, що Україна має вирішальне значення для глобальної безпеки і закликав учасників надати Україні «більше життєво важливих наземних систем протиповітряної оборони і перехоплення».    
Відмінністю 18-го «Рамштайну» стала формалізація «коаліції спроможностей» (capability coalitions), сформованої під час попередніх засідань (авіаційна, танкова, артилерійська та коаліція морської безпеки), а також формування нової коаліції наземних засобів протиповітряної оборони. У контексті започаткування коаліції артилерійських спроможностей, був підтверджений досвід України у застосуванні артсистем, які надаються міжнародними партнерами. Попри нестачу необхідних боєприпасів на складах Альянсу та недостатні темпи їх виробництва, партнери намагатимуться поступово задовольняти потреби ЗСУ шляхом інвестування у виробництво саме боєприпасів і артилерійських систем з перспективою виведення обсягів їх виробництва на повну потужність у 2024 році.
Сполучені Штати продовжують підтримувати Україну, навчати військових на базах у Німеччині під проводом США та пілотні тренування в Аризоні.

### Рамштайн 19 (14 лютого 2024 року, онлайн)
Міністр оборони Рустем Умєров зазначив, що партнери посилюють українську протиповітряну оборону, як системами, так і ракетами до них. Щобільше, офіційно почала роботу коаліція Коаліції інтегрованої протиповітряної та протиракетної оборони. 15 країн вже приєднались.
Стосовно артилерійських систем і снарядів — питання наразі на порядку денному. Зокрема, сторони працюють над спільним виробництвом. Глава Міноборони запевнив, що вже є результати.
Також міністр оборони заявив, що Україна рухається за графіком у межах всіх домовленостей з партнерами відносно отримання винищувачів F-16.

### Рамштайн 20 (19 березня 2024 року, База ПС США «Рамштайн»)

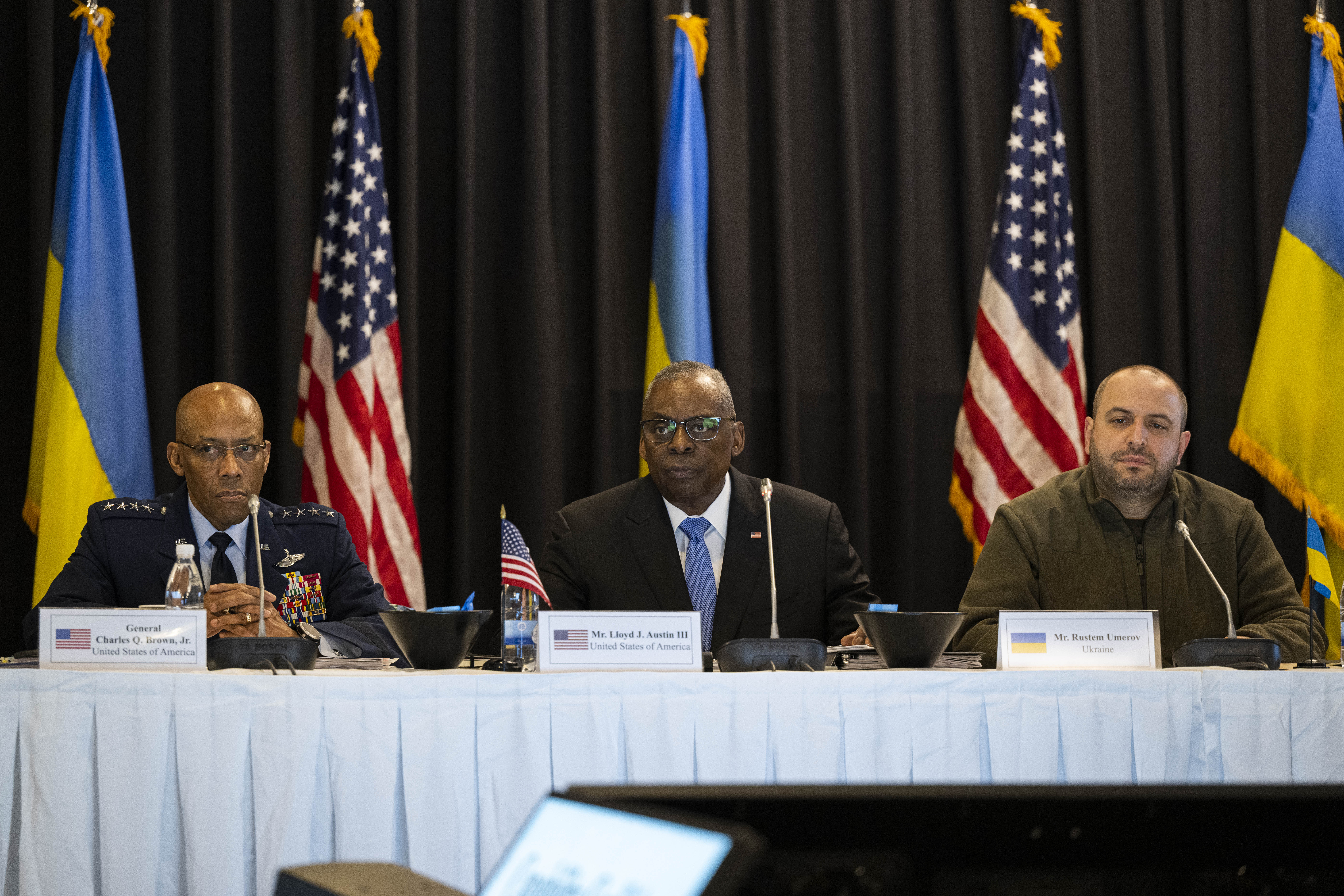
Міністр оборони США Ллойд Остін приймає 20-ту зустріч контактної групи з питань оборони України разом з міністром оборони України Рустемом Умеровим і головою Об'єднаного комітету начальників штабів генералом К. К. Брауном-молодшим на авіабазі Рамштайн, Німеччина, 19 березня 2024.

Союзники акцентували на необхідності постачання Силам оборони боєприпасів, систем ППО, F-16 та дронів. Зауважується, що боєприпаси — головна тема засідання. Значна кількість країн заявила про пакети допомоги, які містять боєприпаси 155 мм, 152 мм, 105 мм та інші.
Іншим важливим пунктом порядку денного зустрічі стала ППО. Партнери запевнили в подальшому наданні більшої кількості ракет для наших систем протиповітряної оборони. Як зазначив міністр оборони Німеччини Борис Пісторіус: «Небо над Україною належить українцям. Тому наше спільне завдання — забезпечити перевагу України в повітрі».
Ще одне важливе питання зустрічі — дрони. До дронової коаліції приєдналися декілька нових країн та зробили внески. Перші результати цієї коаліції — конкретні дрони, яких очікують в Україні в кінці березня. Коаліція опрацьовує можливість інвестування в українських виробників дронів.
Окрім цього, на засіданні значну увагу надали роботі вісьмох коаліцій спроможностей (Коаліція повітряних сил, Коаліція інтегрованої ППО та ПРО, Коаліція артилерії, Коаліція бронетанкової техніки та маневреності, Коаліція морських спроможностей, ІТ коаліція, Коаліція розмінування, Коаліція дронів).
Міноборони Борис Пісторіус пообіцяв нову військову допомогу Україні на 500 мільйонів євро.

Голова Пентагону Ллойд Остін зазначив: 
«Ми знаємо, що умови в яких веде бій українська армія, є надзвичайно важкими. На жаль, цивільне населення потерпає від атак російських безпілотників. Наш меседж сьогодні чіткий: США не дадуть Україні програти, ця коаліція не дасть Україні програти, і вільний світ не дасть Україні програти».

### Рамштайн 21 (26 квітня 2024 року, онлайн)
Головнокомандувач ЗСУ генерал-полковник Олександр Сирський поінформував учасників коаліції про:
- складну оперативно-стратегічну обстановку, яка має тенденцію до загострення;
- специфіку здійснення ворогом авіаударів по об'єктах енергетичної інфраструктури;
- нагальні потреби Сил оборони в ракетах, боєприпасах, озброєнні, військовій техніці та ключову роль їх своєчасного надходження.

Також Сирський подякував учасникам та особисто міністру оборони США Ллойду Остіну за послідовну підтримку України, військову допомогу з боку США та всіх союзників і партнерів.
США та інші учасники Контактної групи з оборони України разом зобов'язалися виділити вже понад 95 млрд доларів на допомогу Україні для її захисту від російської агресії. Міністр оборони України Рустем Умєров, зокрема, висловив вдячність міжнародним партнерам, зокрема, міністру оборони США Ллойду Остіну, за незмінну підтримку і відзначив ключові досягнення, що стали можливими завдяки цій ініціативі.
США нададуть Україні додаткові ракети Patriot для її систем протиповітряної оборони в рамках додаткового пакету допомоги на 6 млрд доларів (5,6 млрд євро), заявив міністр оборони США Ллойд Остін.

### Рамштайн 22 (20 травня 2024 року, онлайн)
В результаті засідання було оголошено, що уряд Іспанії протягом цього року пообіцяв доставити ще 19 танків Leopard 2A4: перша партія з 10 танків має надійти до кінця червня, друга - у вересні. Нідерланди пообіцяли надати БМП YPR, оснащених станціями дистанційного керування озброєнням для вогневої підтримки на полі бою.

### Рамштайн 23 (13 червня 2024 року, у штаб-квартирі НАТО в Брюсселі)
На полях Рамштайну голова Міноборони України Рустем Умєров провів зустріч із міністром оборони США Ллойдом Остіном у межах засідання Контактної групи з оборони України. За словами міністр оборони США Ллойд Остін, минуло вже майже два місяці від часу, як президент США Джо Байден поставив підпис під законом про виділення України допомоги на 60,8 мільярда доларів. 7 червня — США оголосили пакет військової допомоги на $225 млн. Офіційно його зміст пакету не розголошувався, але, за інформацією американських ЗМІ, туди могли увійти:
- боєприпаси для реактивних артилерійських систем HIMARS;
- мінометні системи та артилерійські снаряди;
- ракети для систем протиповітряної оборони HAWK;
- зенітні ракети Stinger;
- протитанкові системи Javelin та AT-4;
- 155-мм гаубиці;
- бронетехніка;
- патрульні катери;
- вибухівка та додаткові запчастини.

### Рамштайн 24 (6 вересня 2024 року, База ПС США «Рамштайн»)
Президент України подякував представників коаліції за підтримку та новий пакет допомоги, і наголосив, що Україні необхідний дозвіл на застосування західної далекобійної зброї по військових об'єктах на території Росії. Також наша держава потребує додаткових засобів ППО на тлі посилення ракетно-бомбового терору проти українців та критичної інфраструктури з боку РФ. Також Зеленський і Остін обговорили прискорення постачань військової допомоги з уже погоджених пакетів підтримки, та розширення тренувальних місій для українських пілотів на винищувачах F-16.
Міністр оборони України Рустем Умєров обговорив військові потреби України з очільником Пентагону Ллойдом Остіном. «Акцент на ППО — критично важливий компоненті нашої оборони, особливо в контексті захисту цивільного населення та інфраструктури від російських повітряних терористичних атак», — підкреслив він.
США офіційно оголосили про надання нового пакету зброї Україні на $250 млн. Він містить ракети для ППО, боєприпаси для HIMARS, бронетехніку та іншу зброю, повідомив Пентагон.
Так, для потреб ЗСУ будуть надані:
- ракети RIM-7 і забезпечення ППО;
- ракети Stinger;
- боєприпаси для HIMARS;
- артилерійські боєприпаси калібру 155 мм та 105 мм;
- ракети TOW;
- протитанкові системи Javelin і AT-4;
- бойові машини піхоти Bradley;
- бронетранспортери M113;
- протимінно-стійкі транспортні засоби із захистом від засідки (MRAP);
- боєприпаси до стрілецької зброї та гранати;
- патрульні катери;
- морське навчальне обладнання;
- підривне обладнання та боєприпаси;
- запчастини, допоміжне обладнання, послуги, навчання, транспорт.

## 2025 рік

### Рамштайн 25 (9 січня, База ПС США «Рамштайн»)
Зустріч Контактної групи з питань оборони України 2024 року була перенесена, де планувалося що Президент України представить план перемоги, який залежить або від прискореного членства в НАТО, або від обов’язкових гарантій безпеки від західних партнерів України.

Засідання Контактної групи з питань оборонної підтримки України відбулося 9 січня під головуванням міністра оборони США Ллойда Остіна. Серед учасників - військові представники з понад 50 країн.
За словами джерел AP, Вашингтон не встигає витратити залишки - понад 4 млрд доларів, погоджених Конгресом у 2024-му. Україні мають виділити пакет на 500 млн.
- США оголосили про пакет підтримки на 250 млн доларів (ракети для систем ППО, боєприпаси для ракетних систем та артилерії, бронетехніка та протитанкова зброя);
- Німеччина заявила про передачу 12 гаубиць Panzerhaubitze 2000, 77 бойових танків Leopard 1A5, 17 систем IRIS-T середньої та малої дальності;
- Велика Британія - про поставки 650 легких багатоцільових ракет;
- Канада - про навчання українських пілотів на F-16 та передачу обладнання українським авіабазам та флоту;
- Нідерланди - про передачу обладнання для технічного обслуговування винищувачів F-16 та додаткові ракети класу "повітря-повітря" під F-16;
- Іспанія - про передачу батареї протиповітряної оборони HAWK із шістьма пусковими установками.

Союзники і партнери України за підсумками засідання "Рамштайну" виділили додатково майже $234 млн у Міжнародний фонд для нашої держави (IFU).

### Рамштайн 26 (12 лютого, Брюссель)
За результатами 26-го засідання Контактної групи з питань оборони України всі учасники формату підтвердили свою відданість надалі підтримувати Україну та оголосили про виділення мільярдів доларів на допомогу ЗСУ.
"Безпекова допомога буде продовжуватися. ППО, інтерцептори, артилерія, боєприпаси, армована бронетехніка були в пріоритеті, отримали дуже потужні пакети допомоги… І від кожного з присутніх, що вони будуть продовжувати цю допомогу в цьому році і в майбутні роки", - наголосив Міністр оборони України Рустем Умєров.
Міністр оборони Великої Британії Джон Гілі зазначив, що Велика Британія надає новий пакет на £150 мільйонів, а також підтвердила гарантії про виділення цього року £4,5 мільярда на військову підтримку України.
Норвегія виділить приблизно 1,2 мільярда крон на посилення протиповітряної оборони України. Крім того, у січні Міністр оборони України Рустем Умєров розповів, що Норвегія має намір продовжити інвестиції в український оборонно-промисловий комплекс та спільні проєкти, зокрема, у виробництво боєприпасів.
Україна отримає від Німеччини близько 100 керованих ракет до комплексів протиповітряної оборони IRIS-T найближчим часом.
Уряд Латвії планує передати Силам оборони України 42 бронетранспортери, що відповідає батальйонному комплекту.

### Рамштайн 27 (11 квітня, Брюссель)
У Брюсселі під спільним німецько-британським керівництвом відбувається засідання Контактної групи з оборони України. На засіданні був присутній міністр оборони України Рустем Умєров. Міністр оборони США Піт Гегсет та президент України Володимир Зеленський взяв участь у засіданні по відеозв'язку.
В результаті засідання було надано:
Німеччина: 4 системи IRIS-T, 300 ракет, 30 ракет для Patriot, 15 танків Leopard-1, 25 БМП Marder, 100 тис. артбоєприпасів. Загалом до 2029 року — 11 млрд євро. Велика Британія: 450 млн фунтів — дрони, радіолокаційні системи, ремонт техніки. Норвегія: 100 млн фунтів на британський пакет, 5 млрд євро на підтримку у 2025 році та 1 млрд на боєприпаси й ППО. Бельгія: 1 млрд євро на військову допомогу. Данія: 25-й пакет допомоги — 900 млн євро. Литва: 20 млн євро на боєприпаси. Естонія: 10 тис. артилерійських снарядів та сухпайки. Нідерланди виділять 150 мільйонів євро на ППО для України, повідомив міністр оборони Нідерландів Рубен Брекельманс.

## Учасники
У першій зустрічі взяли участь 30 держав-членів НАТО, а також партнери з Тихоокеанського регіону (Австралія, Південна Корея, Нова Зеландія, Японія), Близького Сходу (Ізраїль, Йорданія, Катар) й Африки (Кенія, Ліберія, Марокко, Туніс). Українську делегацію очолив Міністр оборони України Олексій Резніков.
Під час другої зустрічі в онлайн-форматі до групи «Рамштайн» приєдналися також міністри Австрії, Боснії й Герцеговини, Ірландії, Колумбії та невизнаної Республіки Косово. У такий спосіб об'єднавши 46 країн-членів ООН і Косово.
Під час третьої зустрічі у Брюсселі до групи приєдналися міністри з Еквадору, Молдови та Грузії.

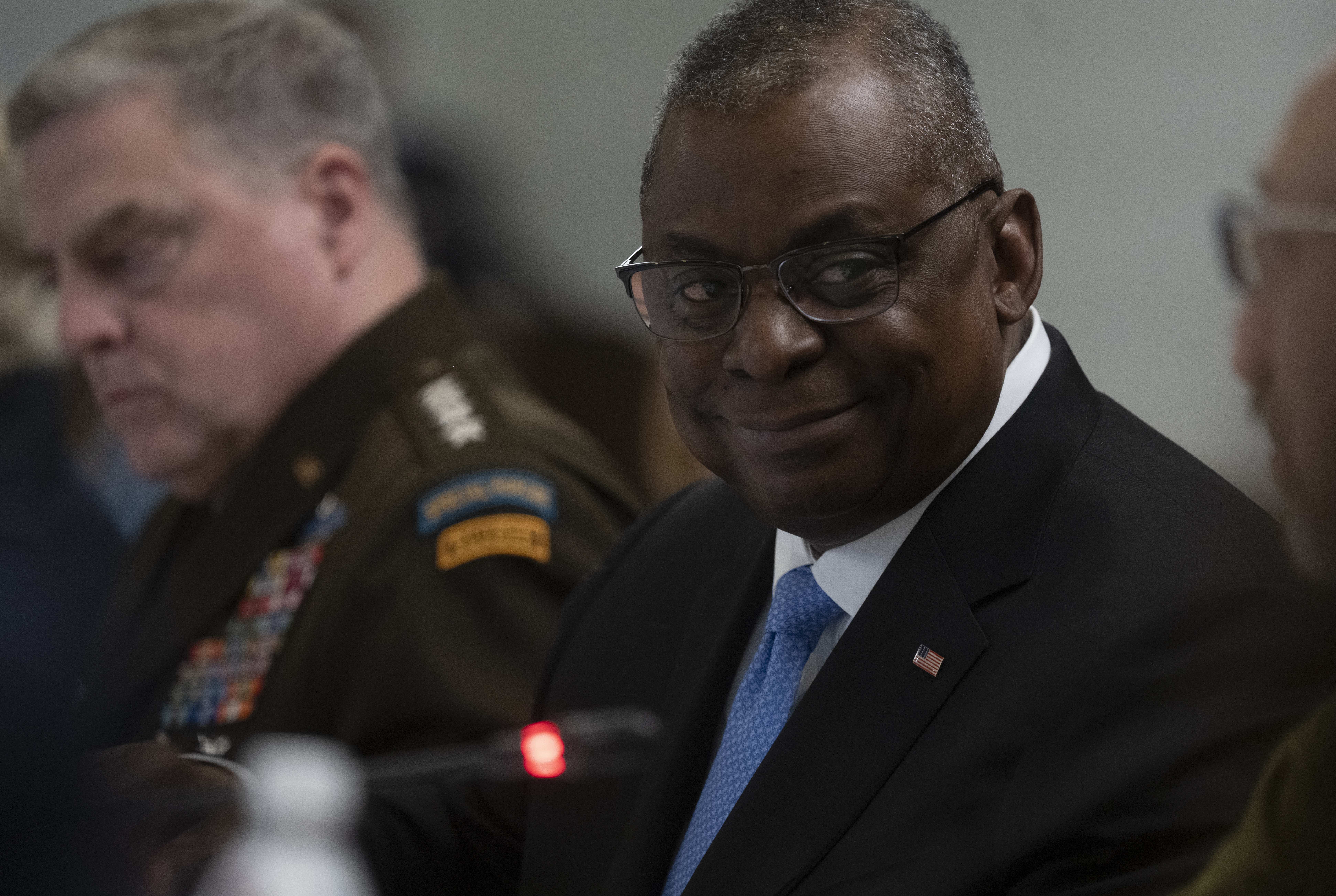
Секретар оборони США Ллойд Остін
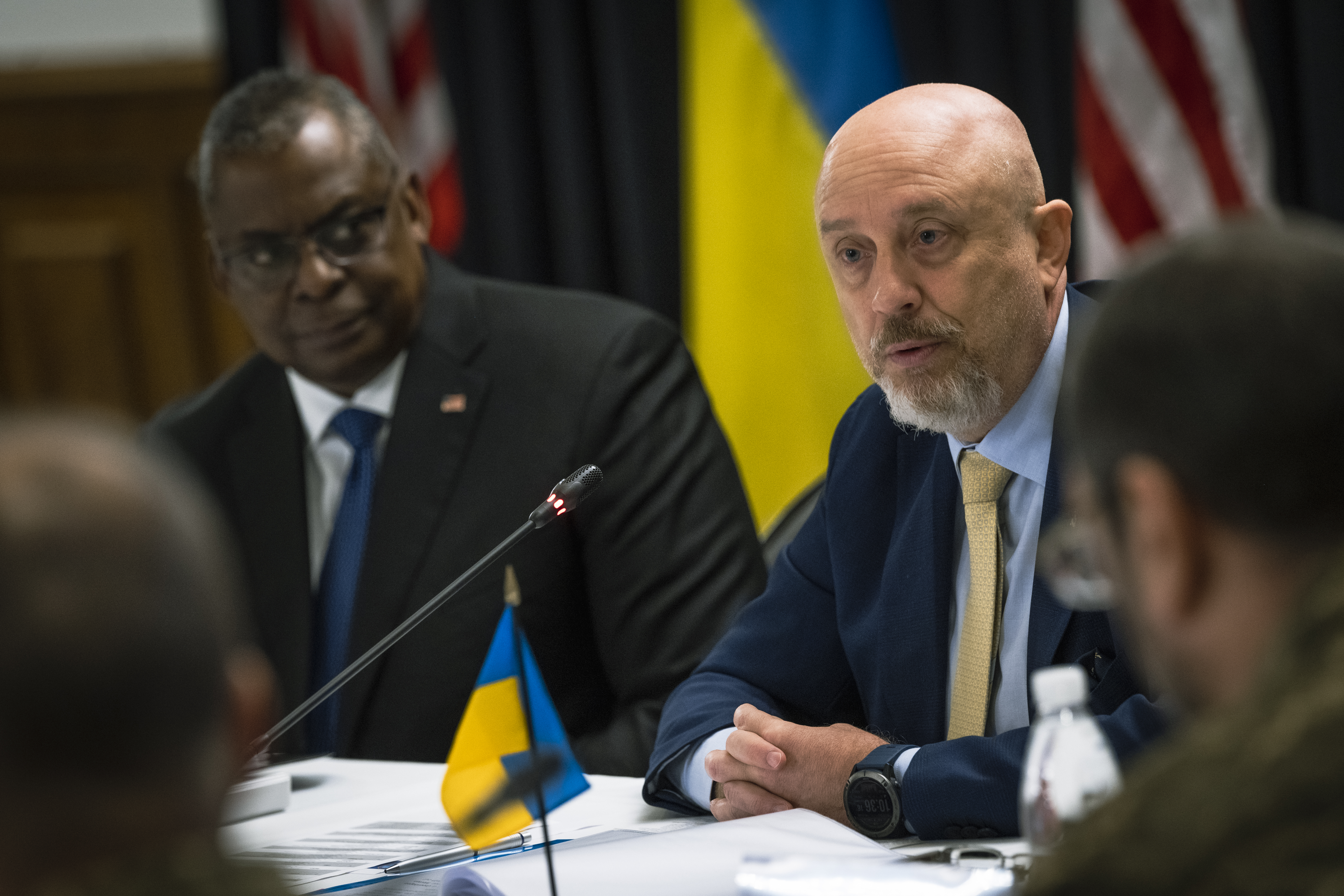
Міністр оборони України Олексій Резніков
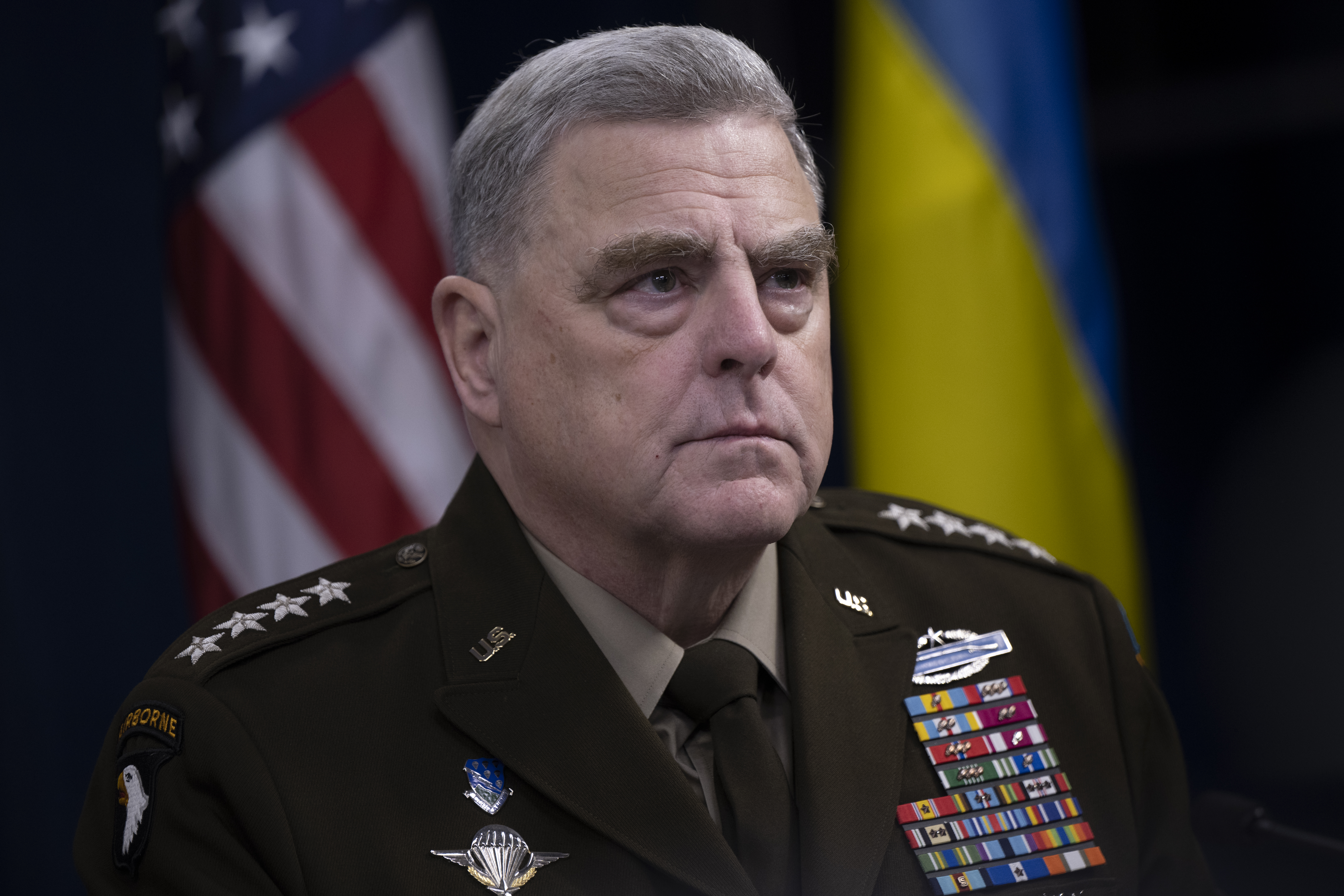
Голова Об'єднаного комітету начальників штабів США Марк Міллі

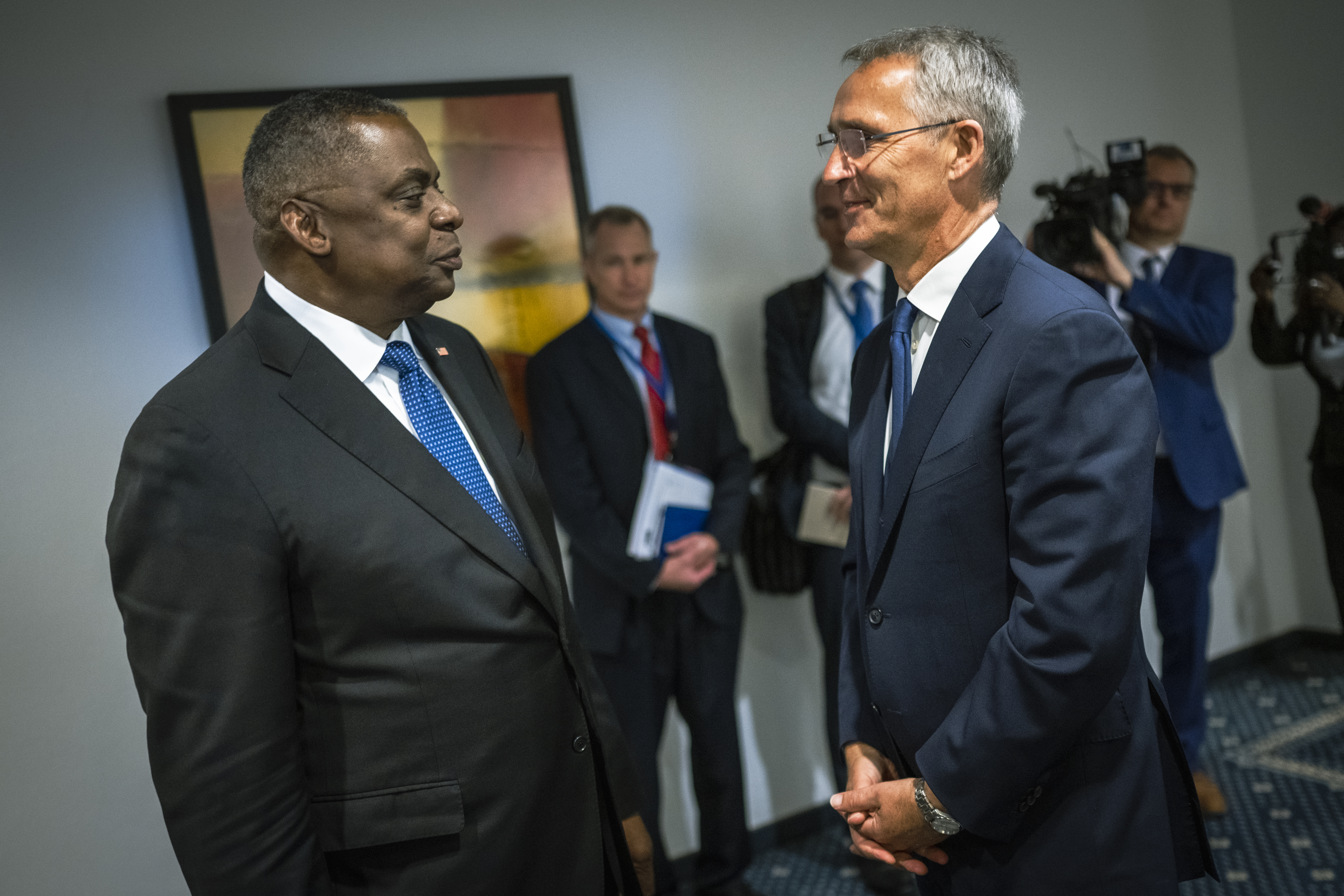
Генеральний секретар НАТО Єнс Столтенберг
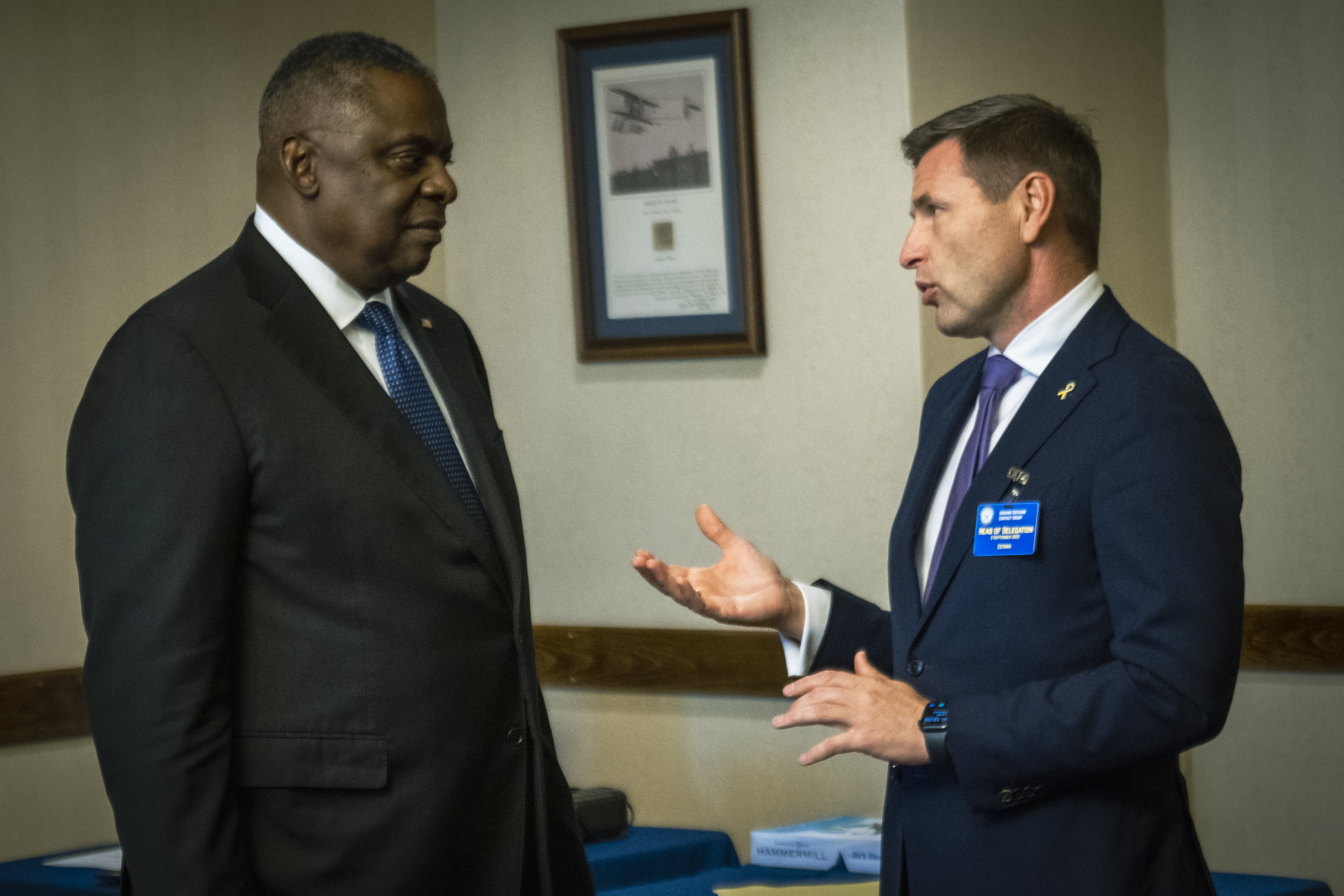
Кайтсеміністер Естонії Ханно Певкур
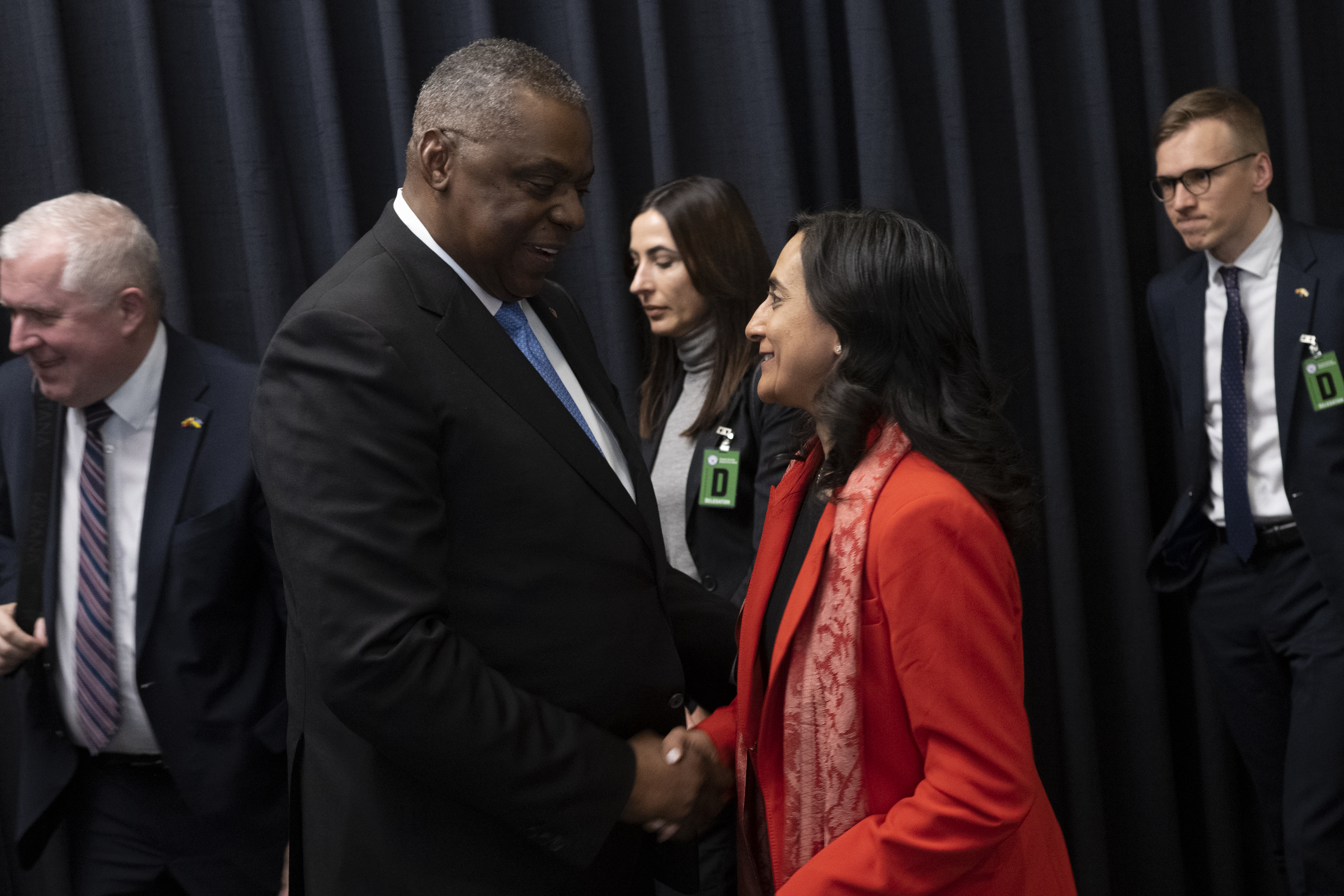
Міністр національної оборони Канади Аніта Ананд
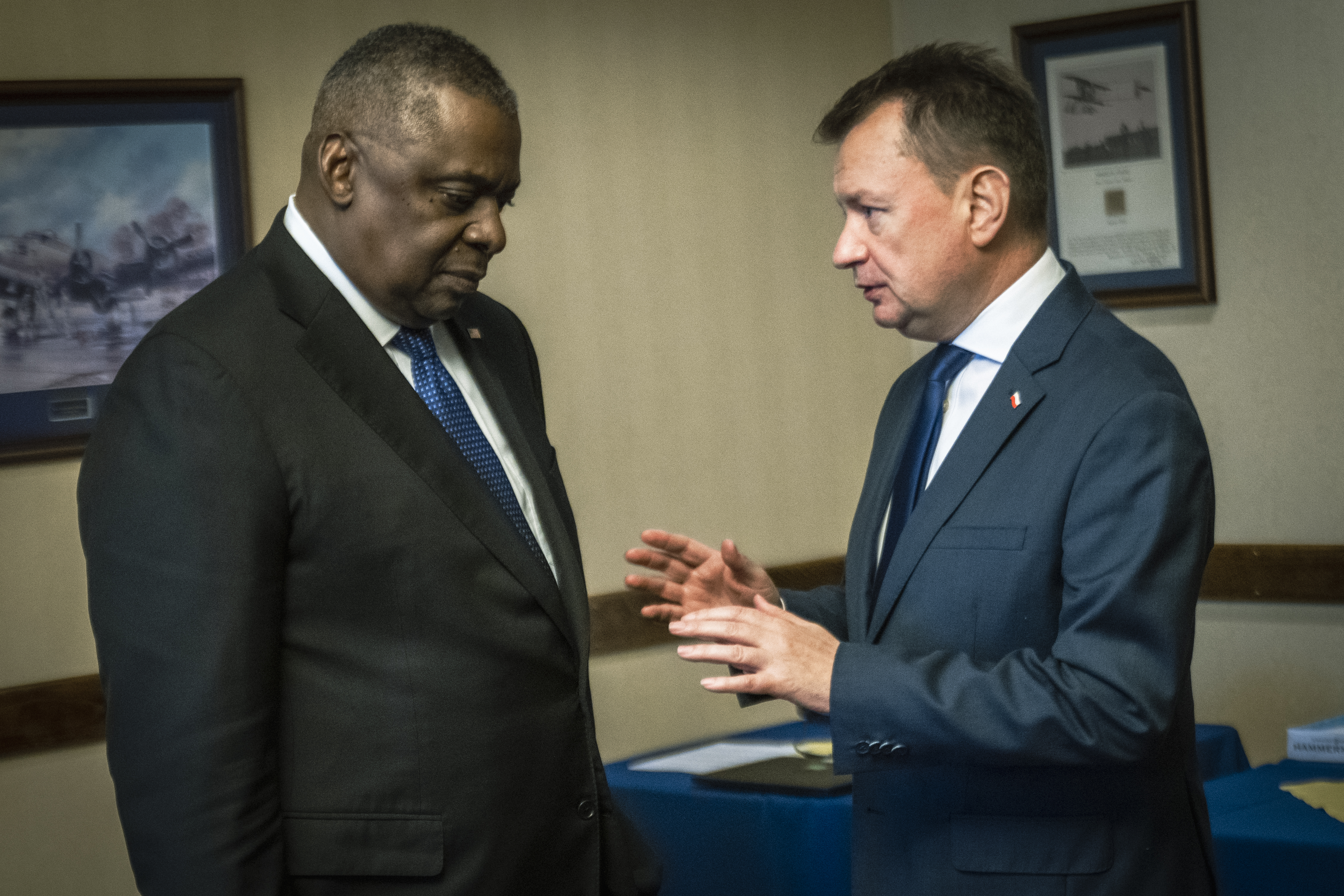
Міністр національної оборони Польщі Маріуш Блащак

| Список учасників зустрічей                         | Список учасників зустрічей | Список учасників зустрічей                               | Список учасників зустрічей            | Список учасників зустрічей | Список учасників зустрічей |
| №                                                  | Країна                     | Посада                                                   | Ім'я                                  | Коментарі | Пр.                        |
| -------------------------------------------------- | -------------------------- | -------------------------------------------------------- | ------------------------------------- | --- | -------------------------- |
| 1                                                  | Україна                    | Міністр оборони України                                  | Олексій Резніков                      | сторона військового протистояння | [ 9 ]                      |
| Держави-члени НАТО                                 |                            |                                                          |                                       | |                            |
|                                                    | НАТО                       | Генеральний секретар НАТО                                | Єнс Столтенберг                       | | [ 9 ]                      |
| 2                                                  | Албанія                    | Міністр оборони Албанії                                  | Ніко Пелеші                           | | [ 9 ]                      |
| 3                                                  | Бельгія                    | Міністр оборони Бельгії                                  | Людивін Дедондер                      | | [ 9 ]                      |
| 4                                                  | Болгарія                   | Міністр оборони Болгарії                                 | Стефан Янев                           | Звільнений з посади після шквалу критики на його адресу з боку проєвропейських політиків та громадськості Болгарії, через те, що Янев запропонував не називати вторгнення російських військ в Україну війною, оскільки цього терміна уникає президент Росії Володимир Путін | [ 9 ]                      |
| 4                                                  | Болгарія                   | Міністр оборони Болгарії                                 | Драгомир Заков                        | Призначений на посаду 1 березня 2022 року |                            |
| 5                                                  | Велика Британія            | Державний секретар з питань оборони                      | Бен Воллес                            | | [ 9 ]                      |
| 6                                                  | Греція                     | Міністр національної оборони Греції                      | Ніколаос Панайотопулос                | | [ 9 ]                      |
| 7                                                  | Данія                      | Форсварсміністер                                         | Мортен Бодсков                        | | [ 9 ]                      |
| 7                                                  | Данія                      | Форсварсміністер                                         | Якоб Еллеманн-Єнсен                   | 15 грудня 2022 року Якоб Еллеманн-Єнсен був призначений новим Форсварсміністер у новому уряді Метте Фредеріксен |                            |
| 8                                                  | Естонія                    | Кайтсеміністер                                           | Калле Лаанет                          | | [ 9 ]                      |
| 8                                                  | Естонія                    | Кайтсеміністер                                           | Ханно Певкур                          | 18 липня 2022 року Ханно Певкур був призначений новим кайтсеміністером у другому уряді Каї Каллас | [ 99 ]                     |
| 9                                                  | Ісландія                   | Міністр закордонних справ Ісландії                       | Тордіс Колбрун Рейкфьорд Гильфадоттір | | [ 9 ]                      |
| 10                                                 | Іспанія                    | Міністр оборони Іспанії                                  | Маргарита Роблес                      | | [ 9 ]                      |
| 11                                                 | Італія                     | Міністр оборони Італії                                   | Лоренцо Гверіні                       | | [ 9 ]                      |
| 11                                                 | Італія                     | Міністр оборони Італії                                   | Гвідо Крозетто                        | З 22 жовтня 2022 року |                            |
| 12                                                 | Канада                     | Міністр національної оборони Канади                      | Аніта Ананд                           | | [ 9 ]                      |
| 13                                                 | Латвія                     | Міністр оборони Латвії, віцепрем'єр-міністр              | Артіс Пабрікс                         | | [ 9 ]                      |
| 13                                                 | Латвія                     | Міністр оборони Латвії, віцепрем'єр-міністр              | Інара Мурнієце                        | 14 грудня 2022 року призначена на посаду мініста оборони Латвії після чергових парламентських виборів |                            |
| 14                                                 | Литва                      | Міністр національної оборони Литви                       | Арвідас Анушаускас                    | | [ 9 ]                      |
| 15                                                 | Люксембург                 | Міністр оборони Люксембургу                              | Франсуа Бауш                          | | [ 9 ]                      |
| 16                                                 | Нідерланди                 | Міністр оборони Нідерландів                              | Кайса Оллонґрен                       | | [ 9 ]                      |
| 17                                                 | Німеччина                  | Федеральний міністр оборони Німеччини                    | Крістіне Ламбрехт                     | | [ 9 ]                      |
| 17                                                 | Німеччина                  | Федеральний міністр оборони Німеччини                    | Борис Пісторіус                       | 19 січня 2023 року Борис Пісторіус був призначений новим федеральним міністром оборони після відставки його попередниці, Крістіне Ламбрехт | [ 100 ]                    |
| 18                                                 | Норвегія                   | Міністр оборони Норвегії                                 | Бьорн Арільд Грам                     | | [ 9 ]                      |
| 19                                                 | Північна Македонія         | Міністр оборони Північної Македонії                      | Славянка Петровська                   | | [ 9 ]                      |
| 20                                                 | Польща                     | Міністр національної оборони Польщі                      | Маріуш Блащак                         | | [ 9 ]                      |
| 21                                                 | Португалія                 | Міністр національної оборони Португалії                  | Гелена Каррейрас                      | | [ 9 ]                      |
| 22                                                 | Румунія                    | Міністр національної оборони Румунії                     | Васілє Себастьян Дінку                | | [ 9 ]                      |
| 23                                                 | Словаччина                 | Міністр оборони Словаччини                               | Ярослав Надь                          | | [ 9 ]                      |
| 24                                                 | Словенія                   | Міністр оборони Словенії                                 | Матей Тонін                           | | [ 9 ]                      |
| 24                                                 | Словенія                   | Міністр оборони Словенії                                 | Мар'ян Шарець                         | Призначений на посаду 1 червня 2022 року |                            |
| 25                                                 | США                        | Секретар оборони США                                     | Ллойд Остін                           | Ініціатор зустрічі | [ 9 ]                      |
| 25                                                 | США                        | Голова Об'єднаного комітету начальників штабів США       | Марк Міллі                            | | [ 9 ]                      |
| 26                                                 | Туреччина                  | Міністр національної оборони Туреччини                   | Хулусі Акар                           | | [ 9 ]                      |
| 27                                                 | Угорщина                   | Міністр оборони Угорщини                                 | Тібор Бенко                           | | [ 9 ]                      |
| 28                                                 | Франція                    | Міністр оборони Франції                                  | Флоранс Парлі                         | | [ 9 ]                      |
| 28                                                 | Франція                    | Міністр оборони Франції                                  | Себастьян Лекорню                     | 20 травня 2022 року Себастьян Лекорню був призначений новим міністром оборони після формування нового уряду на чолі з Елізабет Борн | [ 101 ]                    |
| 29                                                 | Хорватія                   | Міністр оборони Хорватії                                 | Маріо Баножич                         | | [ 9 ]                      |
| 30                                                 | Чехія                      | Міністр оборони Чехії                                    | Яна Чернохова                         | | [ 9 ]                      |
| 31                                                 | Чорногорія                 | Міністр оборони Чорногорії                               | Рашко Конєвич                         | | [ 9 ]                      |
| Учасники першого «Рамштайну», що не є членами НАТО |                            |                                                          |                                       | |                            |
| 32                                                 | Австралія                  | Міністр оборони Австралії                                | Пітер Даттон                          | | [ 9 ]                      |
| 32                                                 | Австралія                  | Міністр оборони Австралії                                | Річард Марлес                         | 23 травня 2022 року Річард Марлес був призначений новим міністром оборони після перемоги на парламентських виборах Ентоні Албаніза |                            |
| 33                                                 | Південна Корея             | Міністр національної оборони Республіки Кореї            | Су Вук                                | | [ 9 ]                      |
| 33                                                 | Південна Корея             | Міністр національної оборони Республіки Кореї            | Лі Чон Соп                            | Призначений 10 травня 2022 року новообраним президентом Юн Сок Йолем | [джерело?]                 |
| 34                                                 | Нова Зеландія              | Міністр оборони Нової Зеландії                           | Піні Хенаре                           | | [ 9 ]                      |
| 35                                                 | Японія                     | Боей-шо                                                  | Нобуо Кіші                            | | [ 9 ]                      |
| 36                                                 | Ізраїль                    | Міністр безпеки Ізраїлю                                  | Бені Ґанц                             | | [ 9 ]                      |
| 36                                                 | Ізраїль                    | Міністр безпеки Ізраїлю                                  | Йоав Галлант                          | 29 грудня 2022 року Йоав Галлант був призначений новим міністром оборони після перемоги на парламентських виборах Беньяміна Нетаньягу |                            |
| 37                                                 | Йорданія                   | Прем'єр-міністр Йорданії Міністр оборони                 | Бішер аль-Хасауна                     | | [ 9 ]                      |
| 38                                                 | Катар                      | Державний міністр у справах оборони Катару               | Халід бін Мохаммад Аль Аттія          | | [ 9 ]                      |
| 39                                                 | Кенія                      | Секретар кабінету оборони Кенії                          | Еужене Вамалва                        | | [ 9 ]                      |
| 40                                                 | Ліберія                    | Міністр національної оборони Ліберії                     | Деніель Ді Зіанкан                    | | [ 9 ]                      |
| 41                                                 | Марокко                    | Делегат-міністер управління національної оборони Марокко | Абделлатіф Лудії                      | | [ 9 ]                      |
| 42                                                 | Туніс                      | Міністр національної оборони Тунісу                      | Фархат Хорчані                        | | [ 9 ]                      |
| Країни, що приєдналися пізніше                     |                            |                                                          |                                       | |                            |
| 43                                                 | Австрія                    | Федеральний міністр оборони                              | Клаудія Таннер                        | Країна приєдналася до конференції 23 травня у рамках «Рамштайн-2» | [ 13 ] [ 14 ]              |
| 44                                                 | Боснія і Герцеговина       | Міністр оборони                                          | Сіфет Поджич                          | Країна приєдналася до конференції 23 травня у рамках «Рамштайн-2» | [ 13 ] [ 14 ]              |
| 45                                                 | Ірландія                   | Міністр оборони                                          | Саймон Ковні                          | Країна приєдналася до конференції 23 травня у рамках «Рамштайн-2» | [ 14 ]                     |
| 45                                                 | Ірландія                   | Міністр оборони                                          | Міхал Мартін                          | 17 грудня 2022 року Міхал Мартін був призначений новим міністром оборони при новообраному тишеху Лео Варадкарі | [ 102 ]                    |
| 46                                                 | Колумбія                   | Міністр національної оборони                             | Дієго Молано Апонте                   | Країна приєдналася до конференції 23 травня у рамках «Рамштайн-2» | [ 13 ] [ 14 ]              |
| 46                                                 | Колумбія                   | Міністр національної оборони                             | Іван Веласкес Гомес                   | 27 червня 2022 року Іван Веласкес Гомес був призначений новим міністром оборони при новообраному президенті Густаво Петро | [ 103 ]                    |
|                                                    | Косово                     | Міністр оборони                                          | Арменд Мехадж                         | Міністр невизнаної країни приєднався до конференції 23 травня у рамках проведення другої зустрічі в онлайн-форматі, т.з. «Рамштайн-2» | [ 13 ] [ 14 ]              |
| 47                                                 | Еквадор                    | Міністр національної оборони                             | Луїс Лара Харамільо                   | Країна приєдналася до конференції 15 червня у рамках «Рамштайн-3» | [ 16 ]                     |
| 48                                                 | Молдова                    | Міністр оборони                                          | Анатолій Носатий                      | Країна приєдналася до конференції 15 червня у рамках «Рамштайн-3» | [ 16 ]                     |
| 49                                                 | Грузія                     | Міністр оборони                                          | Джуаншер Бурчуладзе                   | Країна приєдналася до конференції 15 червня у рамках «Рамштайн-3» | [ 16 ]                     |

## Результати зустрічей
Загалом під час першої конференції понад 30 країн зголосилися виділити більш за 5 мільярдів доларів США, серед публічних рішень:
- Федеральне міністерство оборони Німеччини надало дозвіл на передачу Україні 50 одиниць зенітних самохідних установок Gepard виробництва Krauss-Maffei Wegmann. Співробітники підприємства будуть залучені до навчання українських військових, а оплату установок візьме на себе уряд Німеччини. Також з'явилася інформація про передачу Україні Німеччиною БПЛА і протитанкових мін без уточнення подробиць. Окрім того, Крістіне Ламбрехт, федеральний міністр оборони Німеччини, також оголосила про низку інших заходів, зокрема про участь у навчанні українських солдатів використанню броньованої гаубиці PzH 2000, далекобійної зброї, яку Нідерланди планували направити в Україну[9][104][105][106][107];
- Канада заявила про передачу Україні 8-ми бронетранспортерів;
- Перед зустріччю Сполучене Королівство оголосило про намір надати Україні зенітні засоби[3].

Після проведення онлайн-конференції «Рамштайн-2» 20 країн оголосили про нові пакети допомоги, деякі заявили про готовність передати артилерійське озброєння, танки та іншу бронетехніку, інші запропонували навчання українських військових та модернізацію їхніх військових систем.
- Данія зобов'язалась передати Україні протикорабельні ракети Harpoon та пускові установки до них[13];
- Чехія передала Україні гелікоптери, танки й ракетні системи;
- Італія,  Греція,  Норвегія та  Польща оголосили про передачу критично необхідних артилерійських систем та боєприпасів[108].

Після другої зустрічі інформація про постачання зброї до України, координованого форматом «Рамштайн» майже не було. В окремих випадках країни-учасники заявляли про допомогу, не вдаючись у деталі:
- Рамштайн-3: реактивні системи залпового вогню (РСЗВ) M270 та їхній полегшений варіант M142 HIMARS, а також інше озброєння[17]:
  -  США: гармати 155-мм калібру, HIMARS, Harpoon;
  -  Словаччина: погодилась надати гелікоптери;
  -  Канада,  Польща та  Нідерланди — артилерія;
  -  Німеччина: РСЗВ[18].
- Рамштайн-4: чотири додаткові HIMARS на додачу до попередньо наданих 12-ти, а також снаряди до них і артилерійські боєприпаси[109];.
- Рамштайн-5:  НАТО — «зимовий пакет» допомоги,  Німеччина пообіцяла забезпечити навчання з розмінування, а  Норвегія — передати 160 ракет[17].
- Рамштайн-6:  Німеччина — САУ PzH 2000 та РСЗВ MARS II (модифікація РСЗВ M270),  Нідерланди — ракети для ППО на суму $15 млн,  Канада оголосила про додатковий пакет допомоги на суму $47 млн (артилерійські снаряди, зимові форма та обладнання, камери для дронів та обладнання для супутникового зв'язку)[17].
- Рамштайн-7: системи протиповітряної оборони, снаряди для РСЗВ, ствольну артилерію, снаряди, а також зимове умундирування[27].

За підсумками першої зустрічі у 2023 році «Рамштайн-8», Україні було передано багато систем для захисту повітряного простору:  Німеччина,  США та  Нідерланди запланували надати зенітно-ракетні комплекси Patriot, а  Канада — ракети NASAMS та боєприпаси.

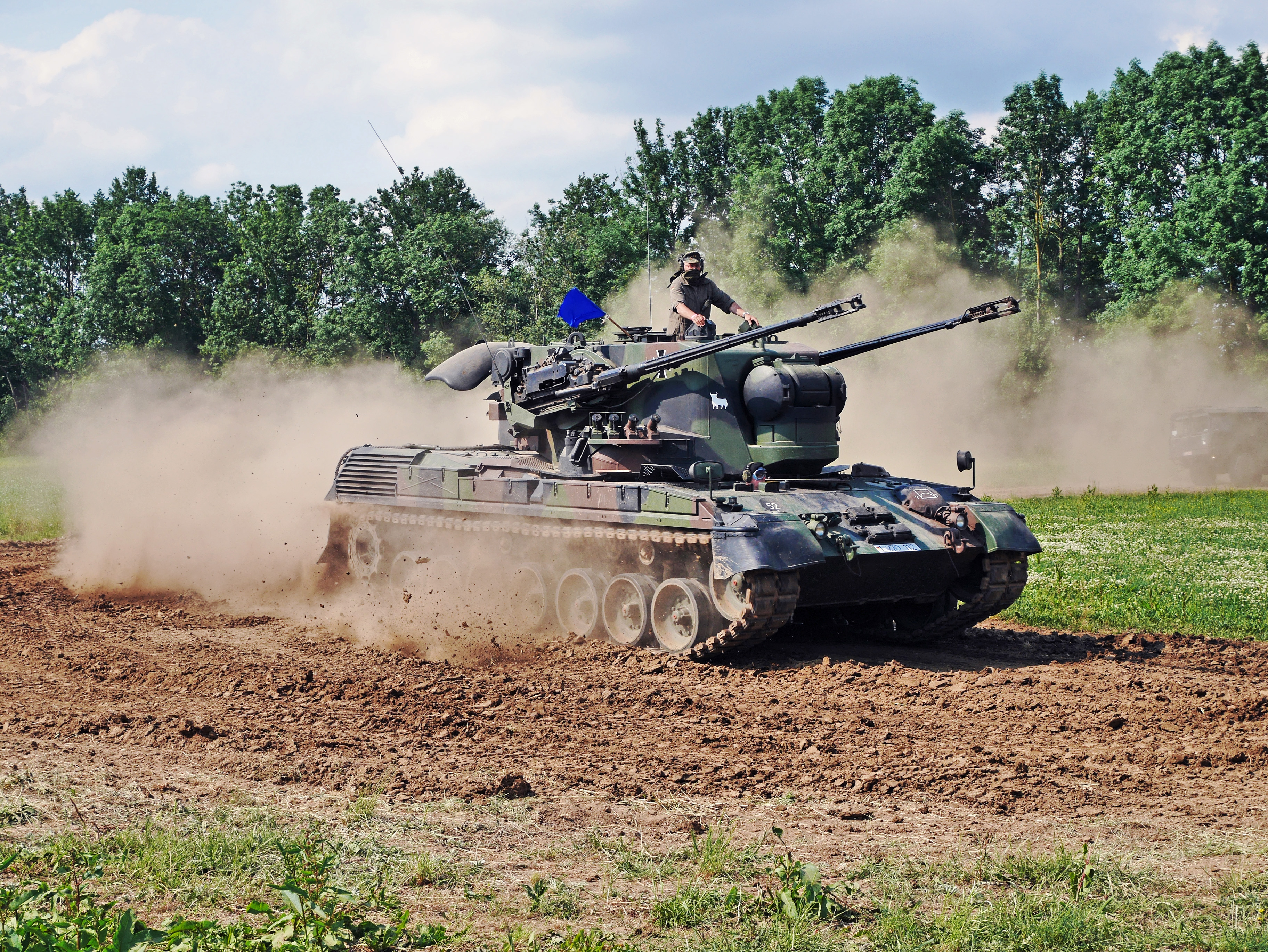
Зенітна самохідна установка Gepard виробництва Krauss-Maffei Wegmann на навчаннях у Уффенгаймі, 2015 рік
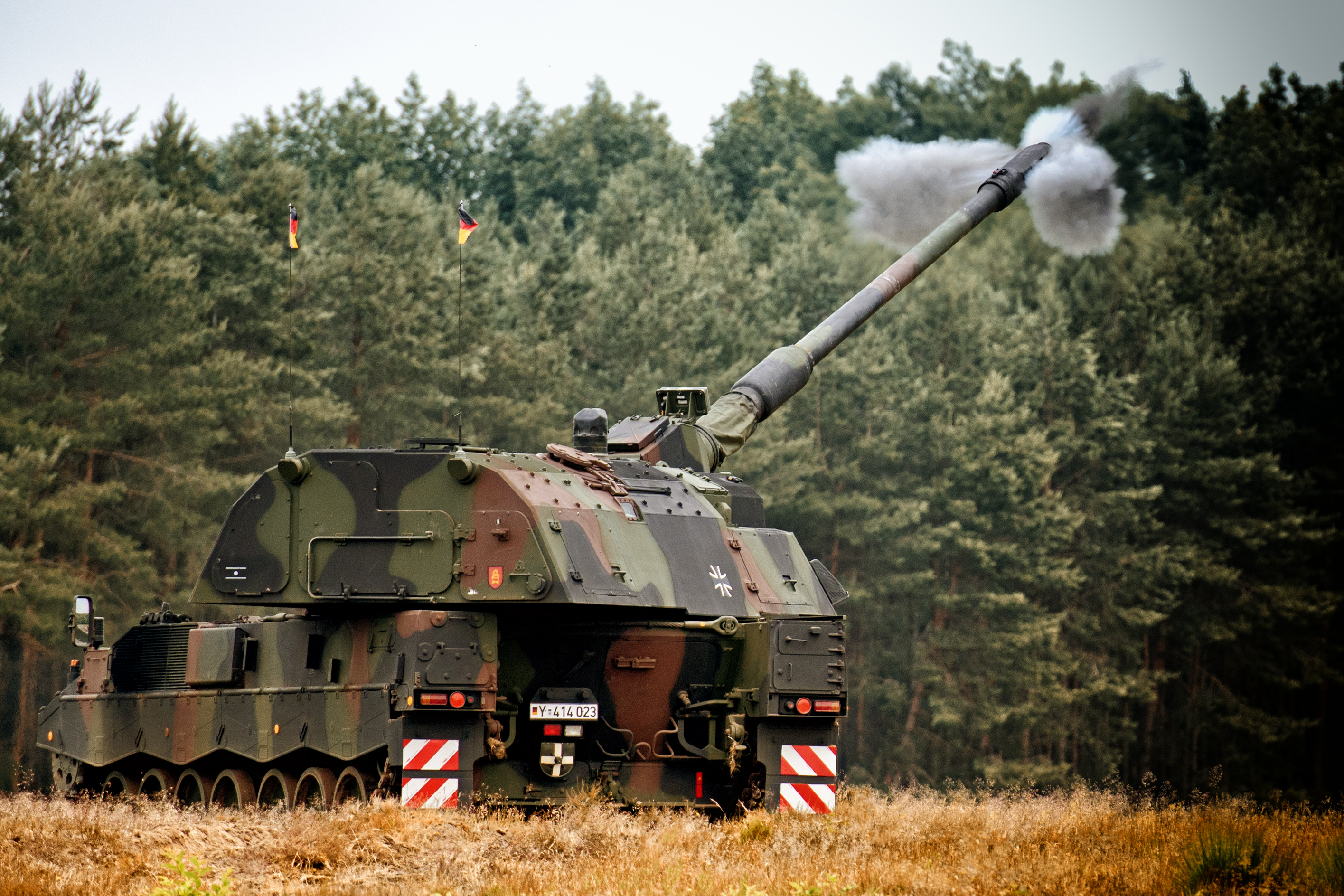
Самохідна артилерійська установка Panzerhaubitze 2000 (PzH 2000) калібру 155-мм під час навчань у Меппені, 2018 рік
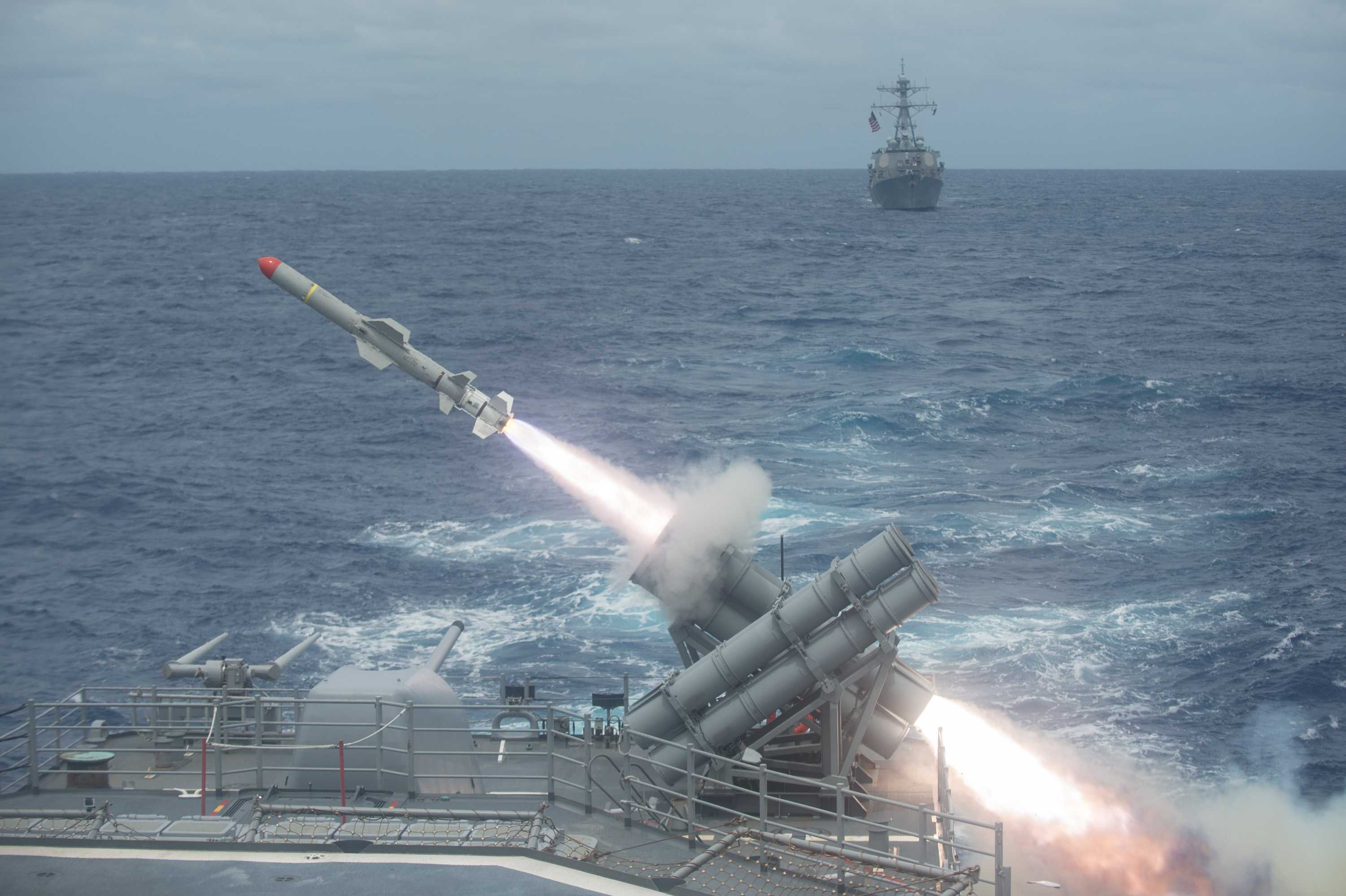
Протикорабельна ракета Harpoon запущена з крейсера типу «Тікондерога» USS Shiloh[en] під час навчань у 2014 році
- РСЗВ M142 HIMARS на відео Корпусу морської піхоти США з Сирії під час виконання операції «Непохитна рішучість»
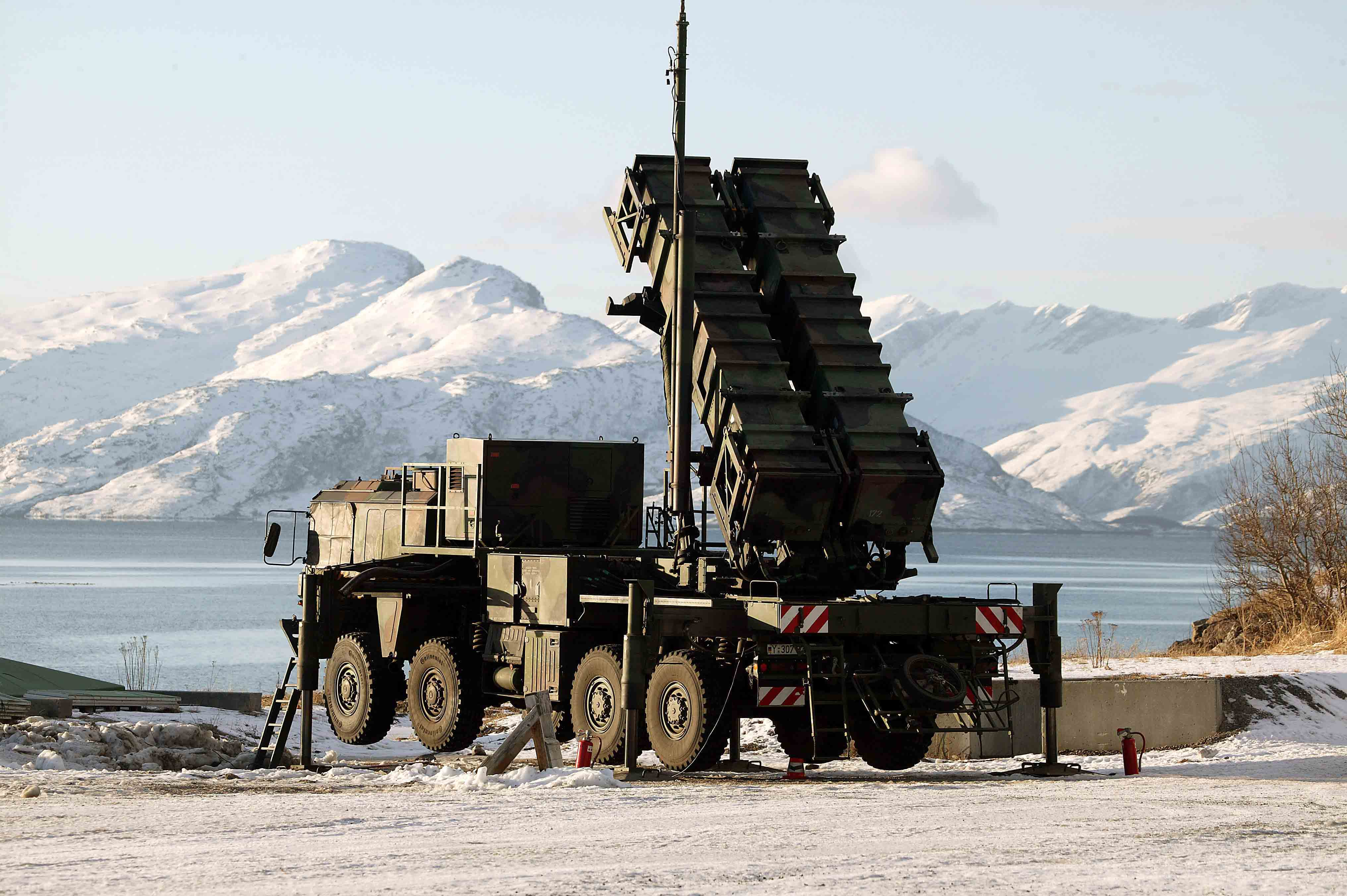
ЗРК Patriot

## Оцінки
Деякі видання називають цю зустріч створенням оборонної міжнародної коаліції. Зокрема, міністр оборони Олексій Резніков, представник України в «Рамштайні», назвав її «справжньою коаліцією вільного світу на підтримку України».
Інші оглядачі — антиросійської (антипутінської) коаліції на кшталт Антигітлерівській коаліції під час Другої світової війни. За своєю історичною роллю вона порівнюється з Тегеранською конференцією 1943 року.